# British Motor Corporation
British Motor Corporation Limited (BMC) fue un conglomerado británico surgido en 1952 fruto de la fusión de los fabricantes de automóviles Morris Motor Company (que tras haber adquirido entre 1935 y 1938 las marcas Wolseley Motors y Riley Motors, más la MG Cars, pasó a denominarse The Nuffield Organization) y Austin Motor Company.
Tras varios intentos frustrados, el acuerdo de fusión se hizo mediante el intercambio de acciones por las de la nueva sociedad, facilitado por las cifras de producción y ventas de ambas empresas, prácticamente idénticas en 1951. Sin embargo los términos del acuerdo no incluían la desaparición de las compañías ni sus subsidiarias, que mantendrían sus propias identidades y producirían productos diferenciados.
Este sistema fue forzado por la diferente composición de los holdings que formaban las dos compañías.
Austin pasaría a ser el socio dominante, con el cuartel general situado en Longbridge, cerca de Birmingham donde Austin tenía centralizada su producción en la modernísima planta del mismo nombre. 

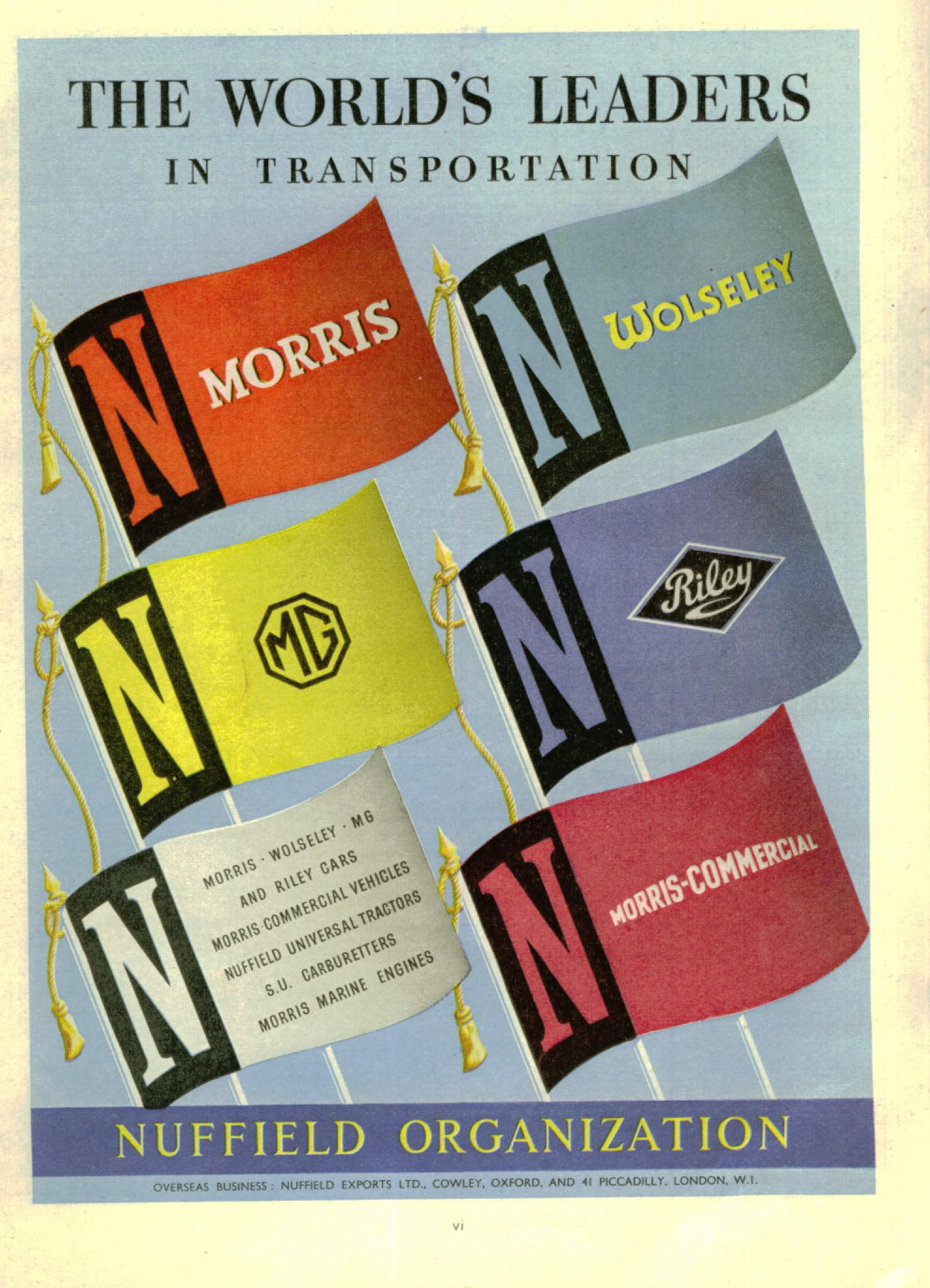
Marcas de la Nuffield Organization en 1951

Morris por su parte pertenecía a la Nuffield Organization, que producía además las marcas MG, Riley, Wolseley, junto a diversos productos de industria pesada, su producción estaba diseminada en dieciséis plantas en las Midlands con la planta principal en Cowley Oxford.
En septiembre de 1965, BMC tomó el control sobre su mayor proveedor, Pressed Steel Company que producía carrocerías para BMC y Jaguar Cars Limited.
En 1966 adquiere Jaguar y cambia su nombre por el de British Motor Holdings Limited (BMH).
En 1968 se fusiona con Leyland Motor Corporation, poseedora de Triumph Motor Company, Rover y de los vehículos industriales Leyland, dando lugar a British Leyland Motor Corporation.

## La unificación y los BMC "Farina"

### Los BMC "Farina"
En 1958, BMC contrató al diseñador italiano Battista Farina para rediseñar la gama de todas sus marcas. A partir de ese momento la diferencia entre marcas será fruto de detalles sobre una misma base aunque las redes de distribución y las plantas se mantienen separadas. El resultado fue la creación de los conocidos como los tres Farina, tres berlinas de tamaño pequeño -A40-, medio -A55/A60- y grande -A99/A110- que se comercializaron bajo todas las marcas del grupo y constituyeron el grueso de su producción entre 1958 y 1968 con la excepción de algunos modelos como el Morris Minor previos a la unificación que se mantuvieron en producción a lo largo de los años sesenta.
- El A40 Farina. Modelo compacto considerado el primer automóvil del mundo con portón trasero. En realidad era un coche pequeño en versión familiar muy similar a los "hatchback" actuales y su base era el antiguo Austin A40. El Austin A40 apareció en 1958, con la versión Mark II comercializada entre 1961 y 1968. Utilizaban e motor A-Series que popularizó el ADO15"Mini" años después aunque dispuesto longitudinalmente y con tracción a las ruedas traseras. Fue sustituido por el ADO15 y derivados de tracción delantera

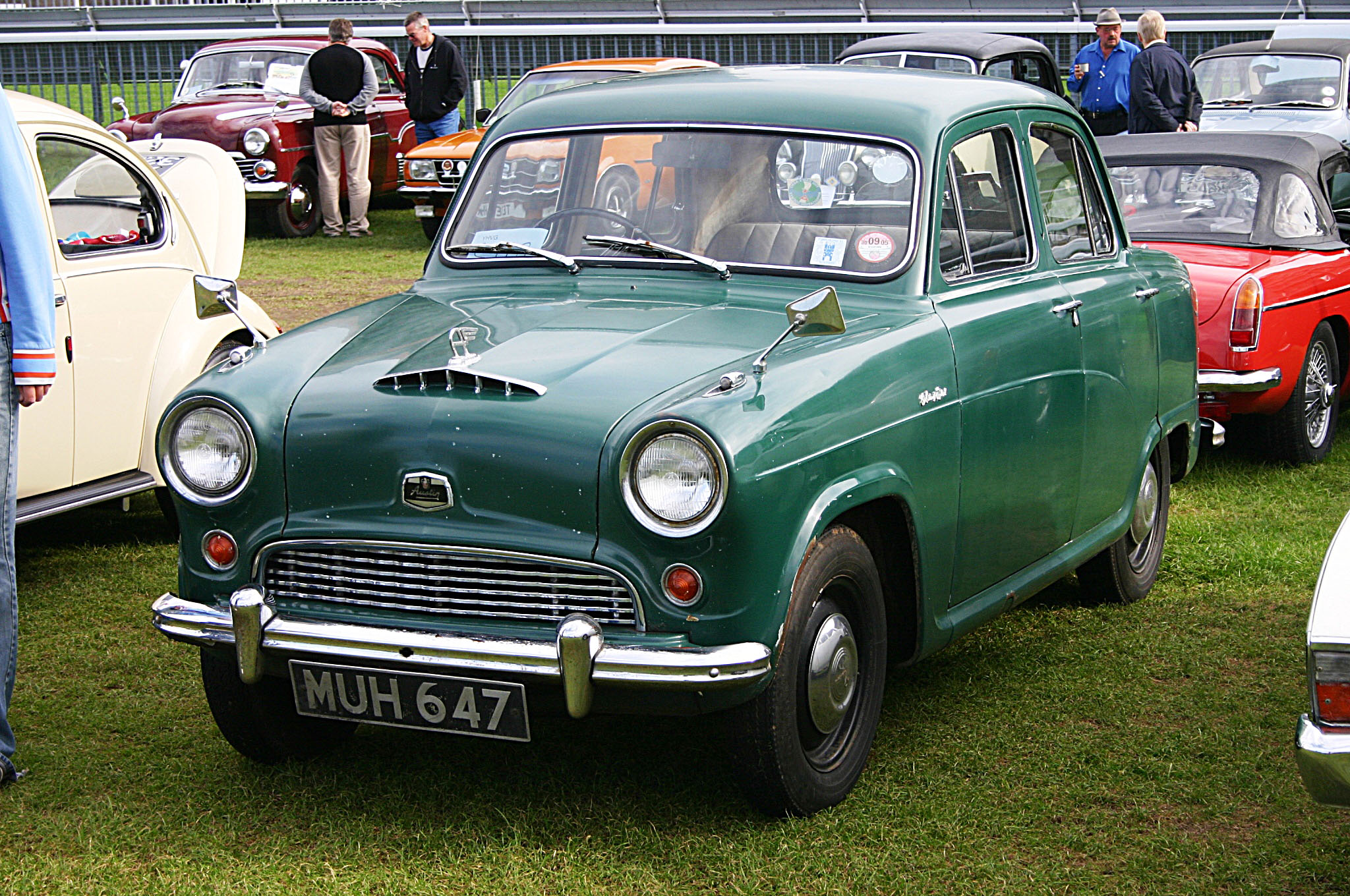
1956 Austin A40 Cambridge previo a los Farina
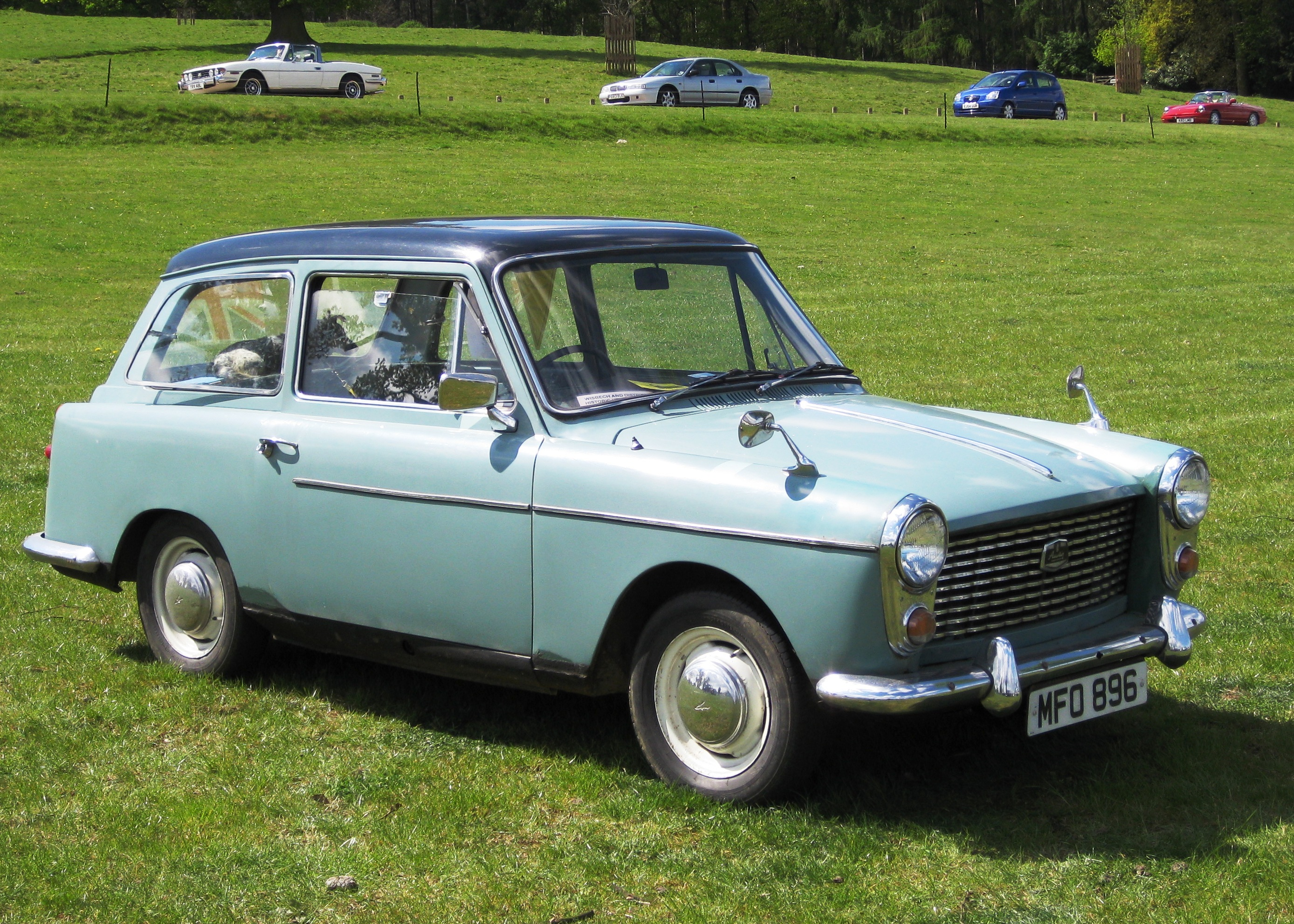
1959 Austin A40 Farina
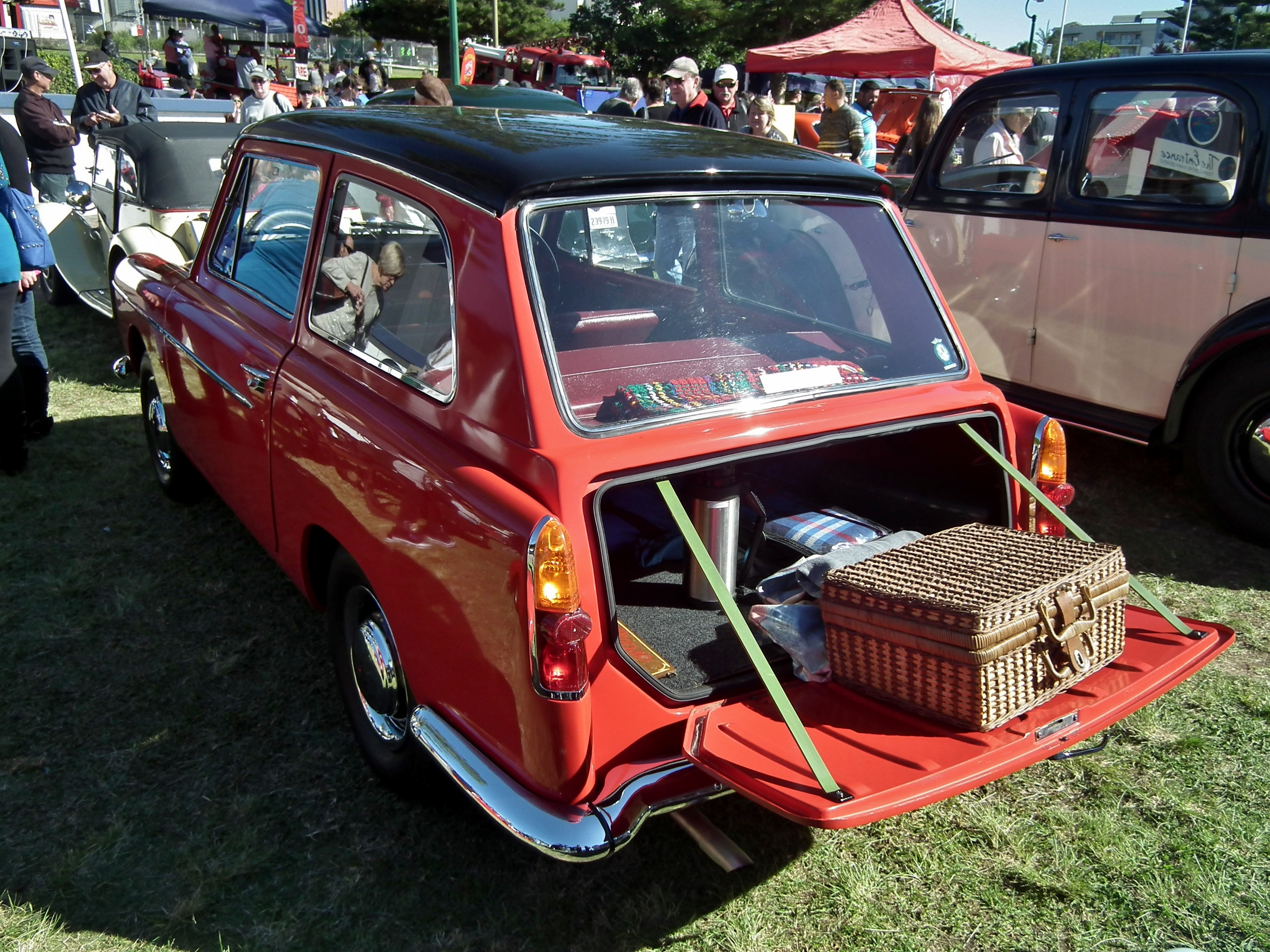
1959 Austin A40 Farina sedan
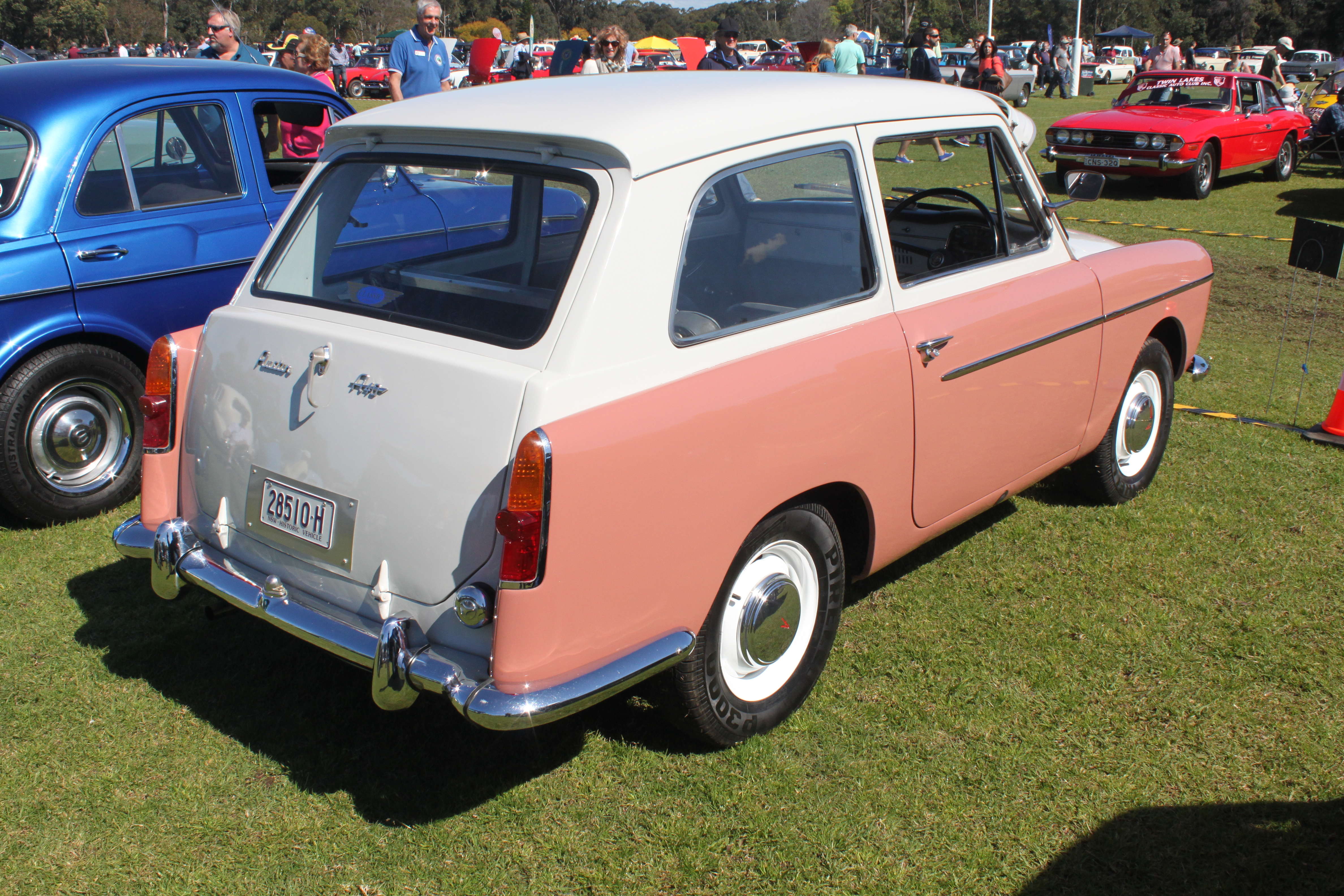
1960 Austin A40 Farina
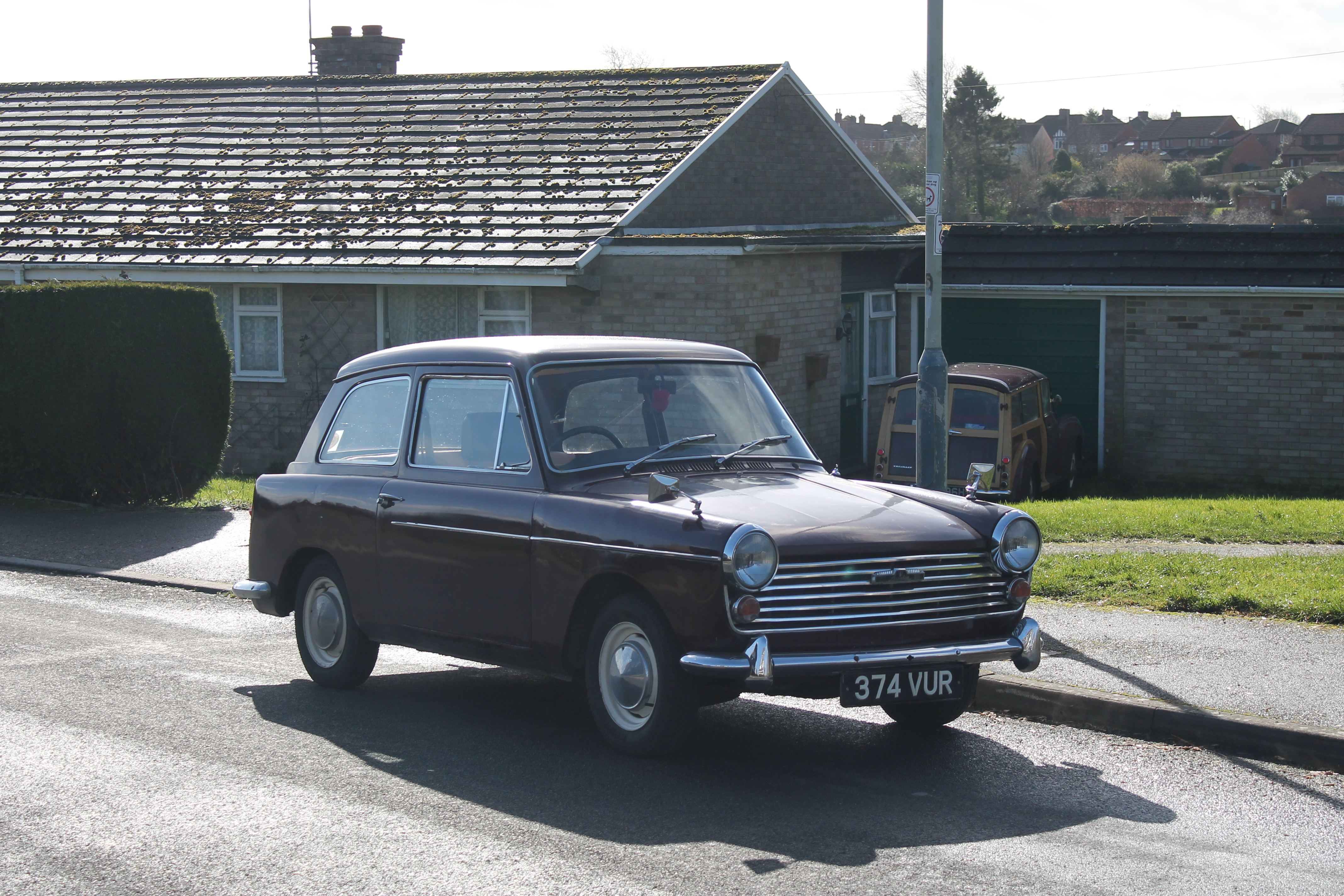
1964 Austin A40 MKII Farina

- El A55 Farina. Modelo de tamaño medio-grande aparecido en 1958 con el Wolseley 15/60. También se comercializó como Riley 4/68, Austin A55 Cambridge Mk. II, MG Magnette Mk. III, Morris Oxford V y Siam Di Tella 1500 (este último producido bajo licencia en Argentina). Existió en versión berlina, "traveller" -familiar- y pick-up (en Argentina). Empleaban los motores B-Series straight-4. La mayoría de los A55 se mantuvieron en producción hasta 1961, con la excepción de la versión Di Tella que se comercializó hasta 1966. A partir de 1961 vio la luz la versión rediseñada A60 bajo las marcas Austin A60 Cambridge, MG Magnette Mk. IV, Morris Oxford VI, Riley 4/72, Wolseley 16/60 y en 1964 Siam. Fueron sustituidos por los ADO16 de tracción delantera y por el Morris Minor-1000 ADO59 de tracción trasera, que se mantuvo en sus versiones traveller hasta la aparición del Morris Marina en 1971.

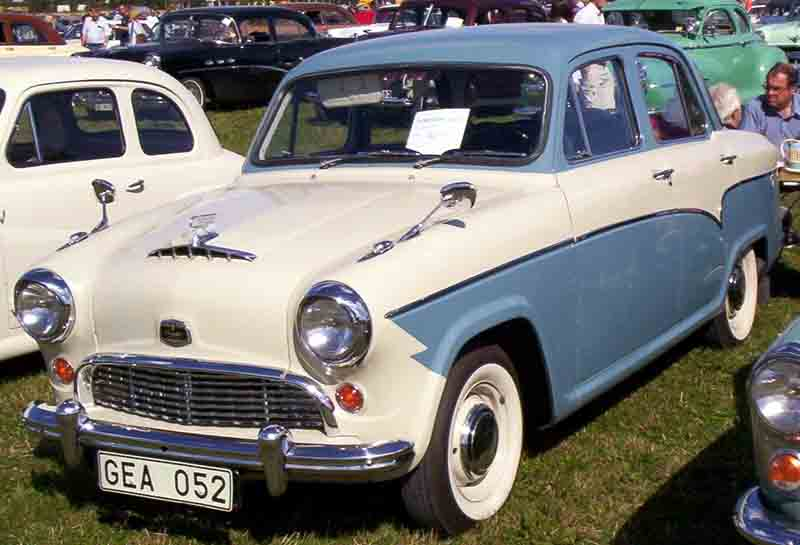
1957 Austin A55 previo a los Farina
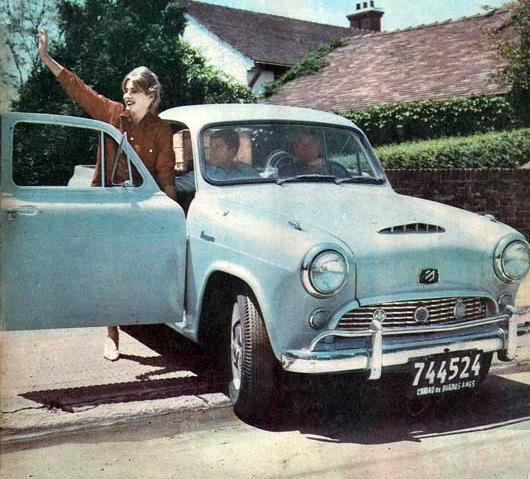
Pick Up Siam Di Tella Argenta, Primera serie. Basada en el Austin A55 1957
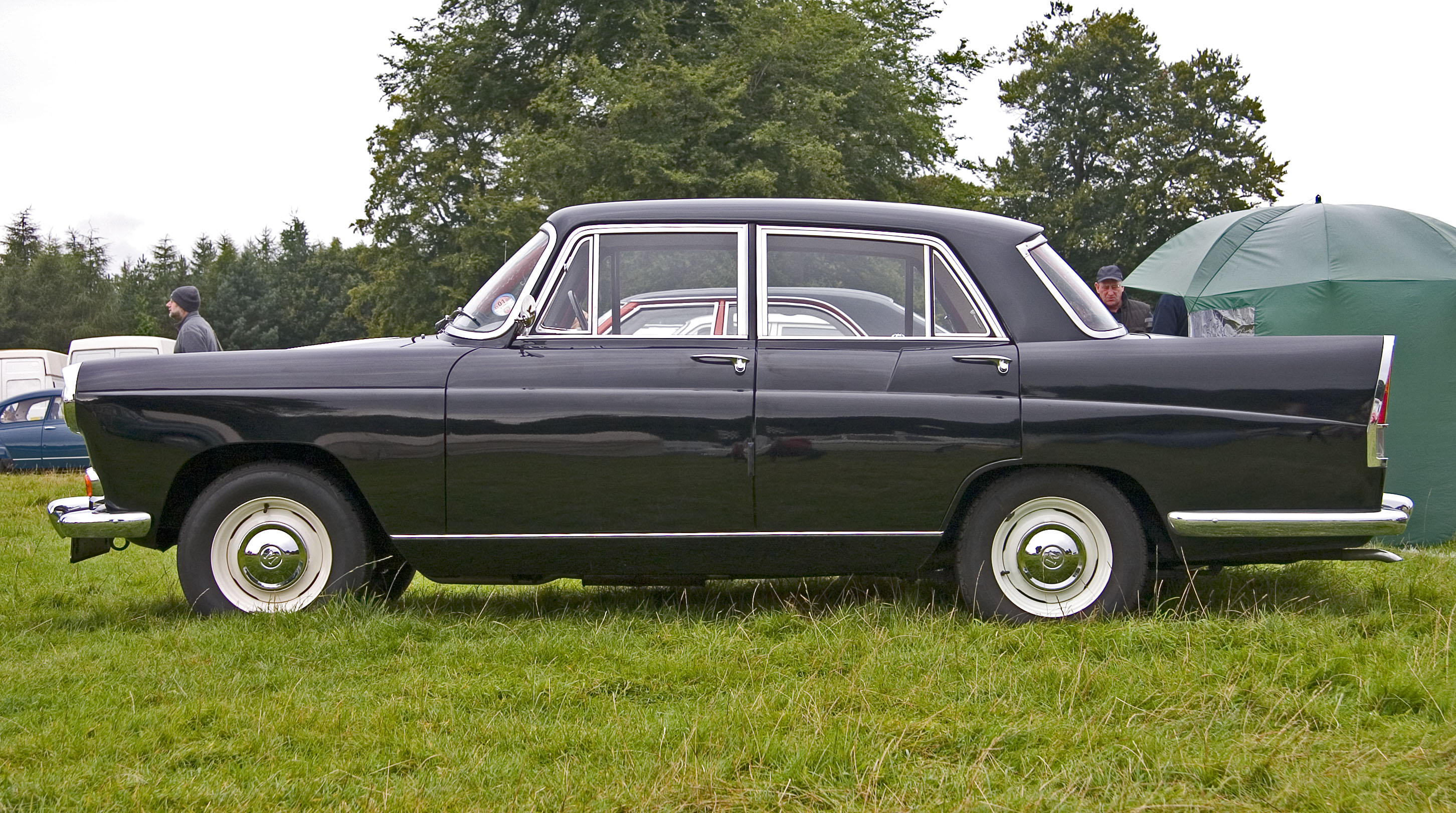
Morris Oxford Farina
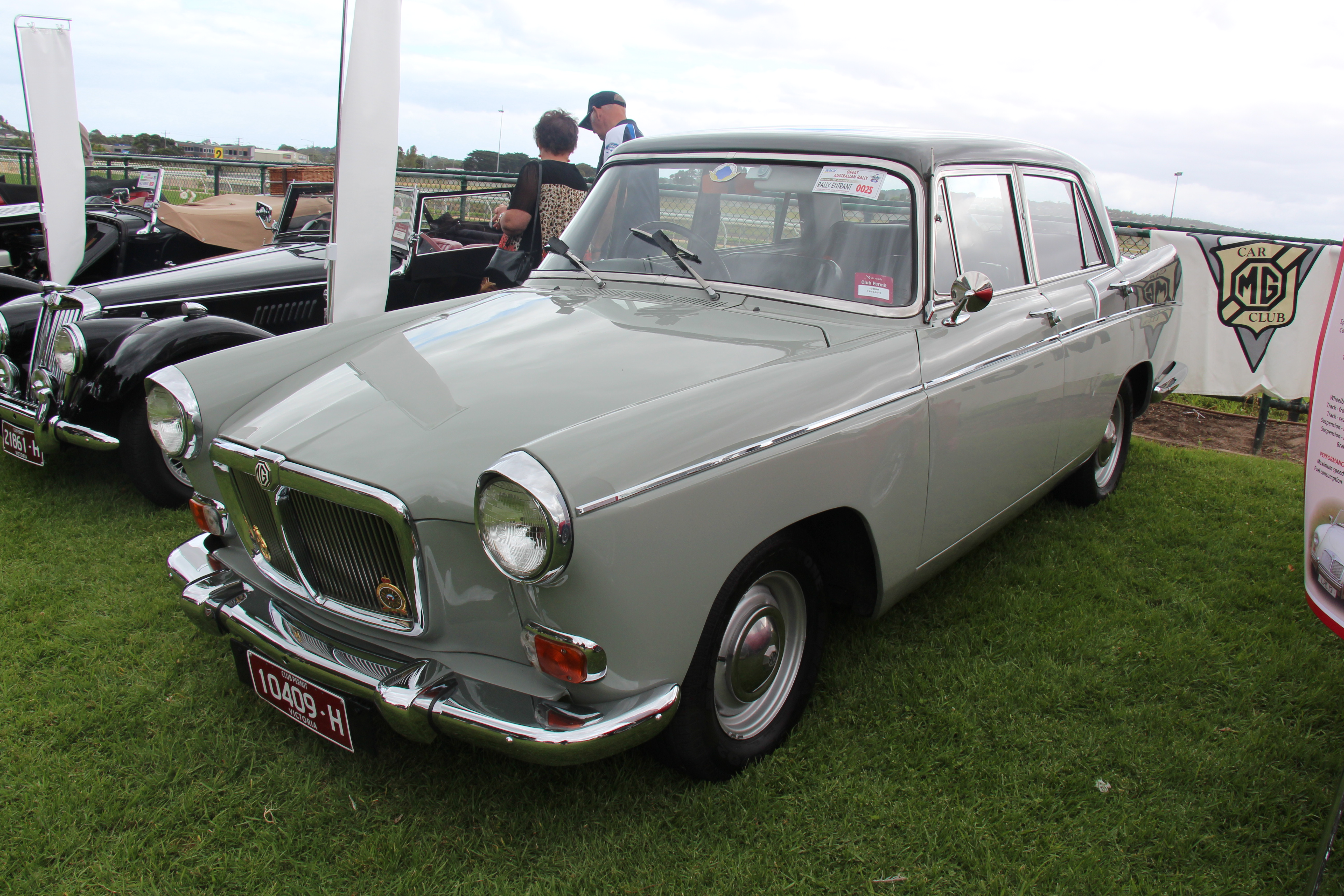
1960 MG Mk III Magnette Saloon Farina
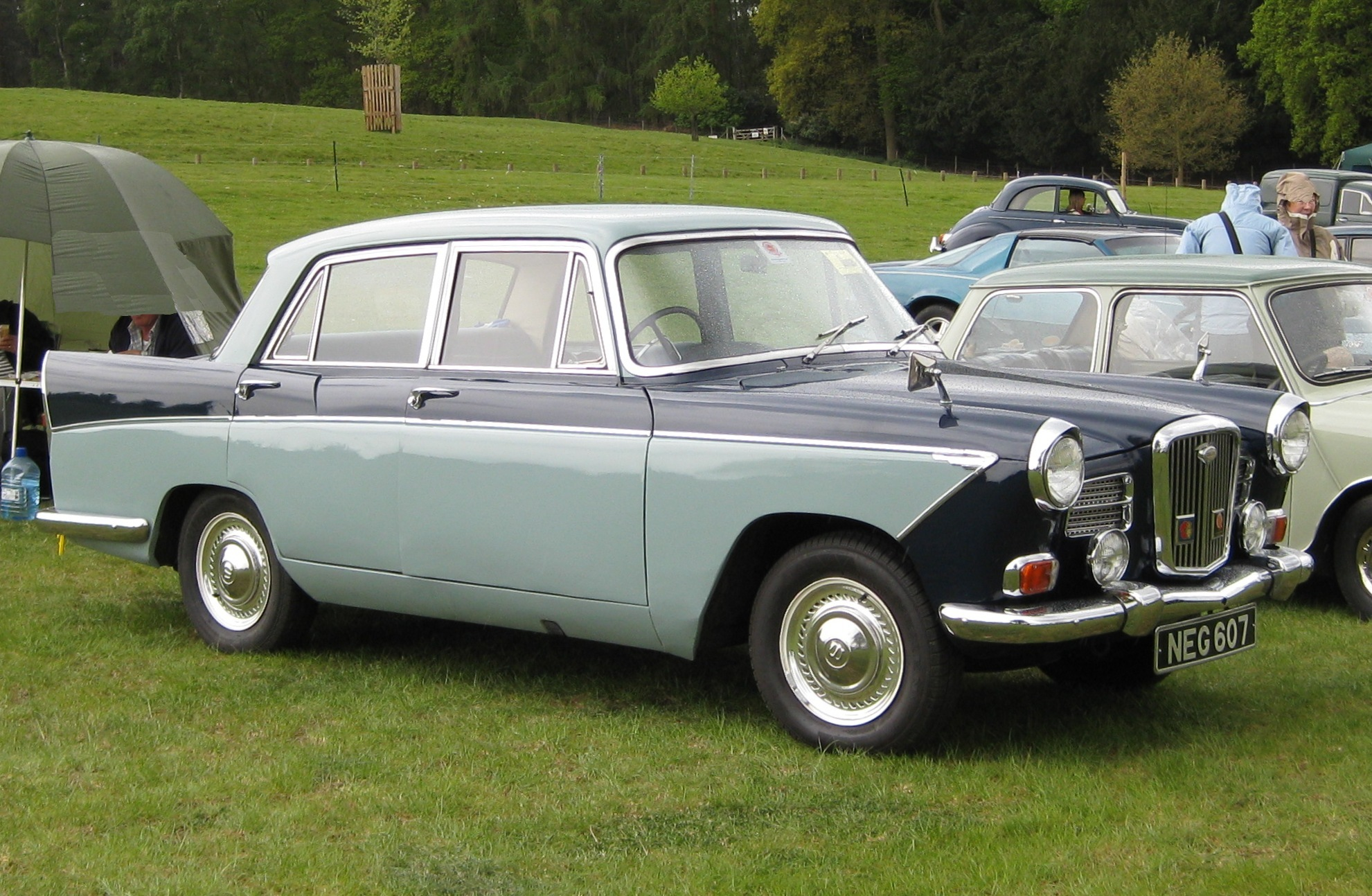
1961 Wolseley A55 15-60 reg Jun 1961 1489 cc
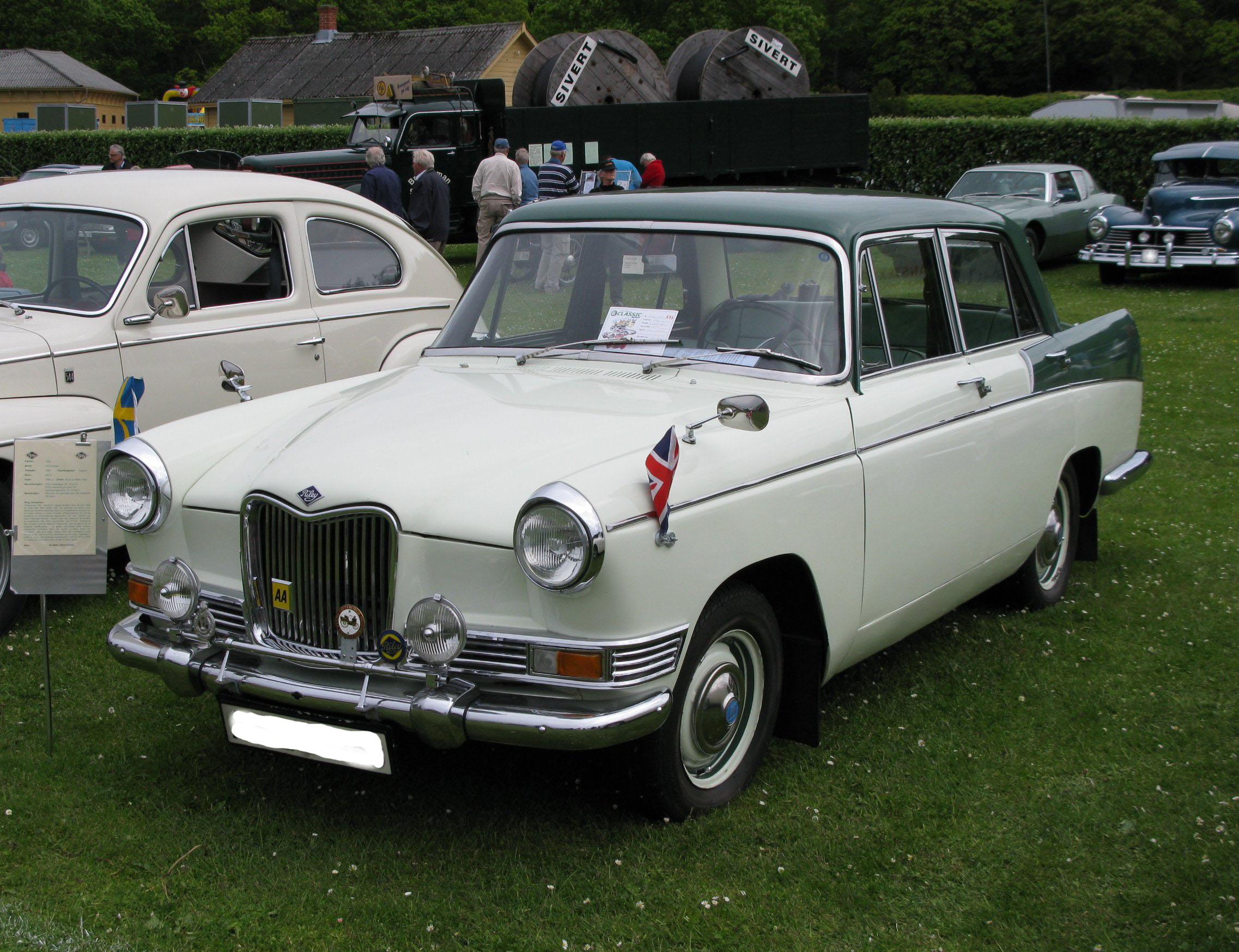
Riley 4-68
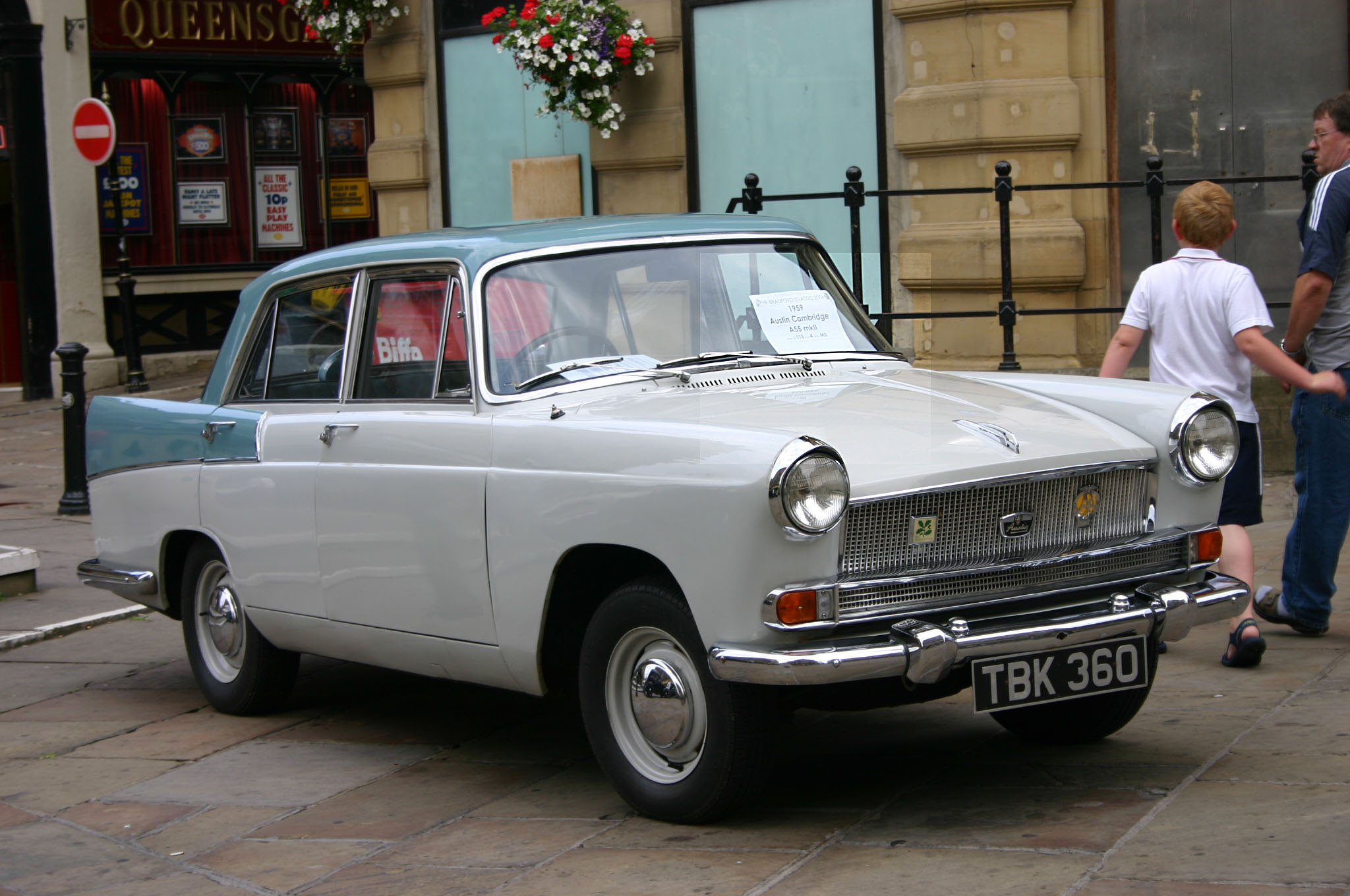
1959 Austin A55 mkII Cambridge Farina
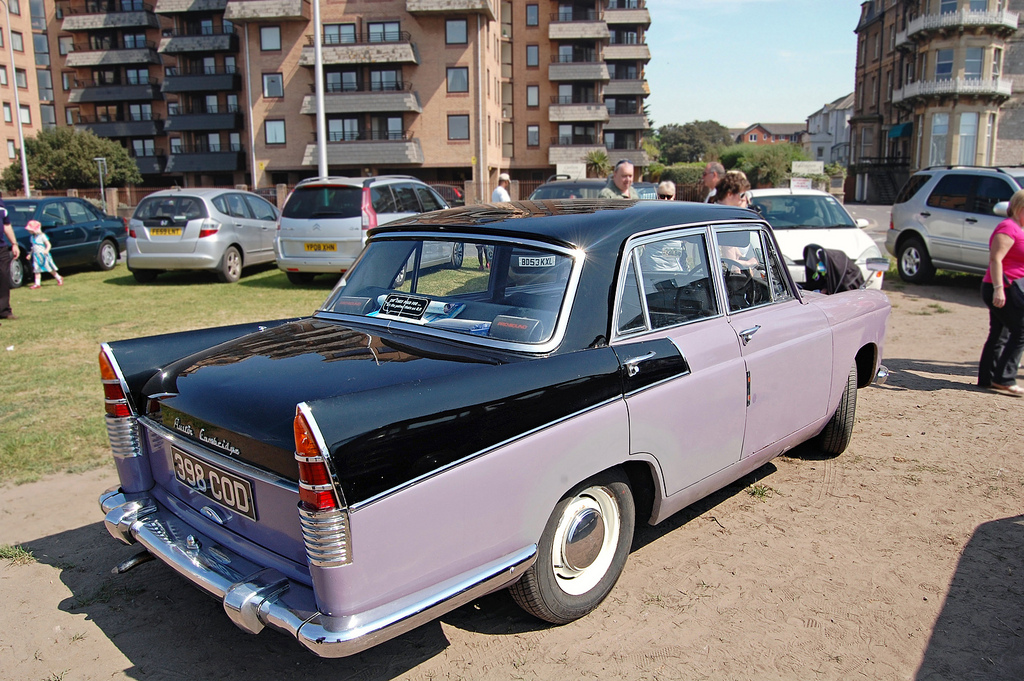
Austin A55 Cambridge MII Cambridge Farina
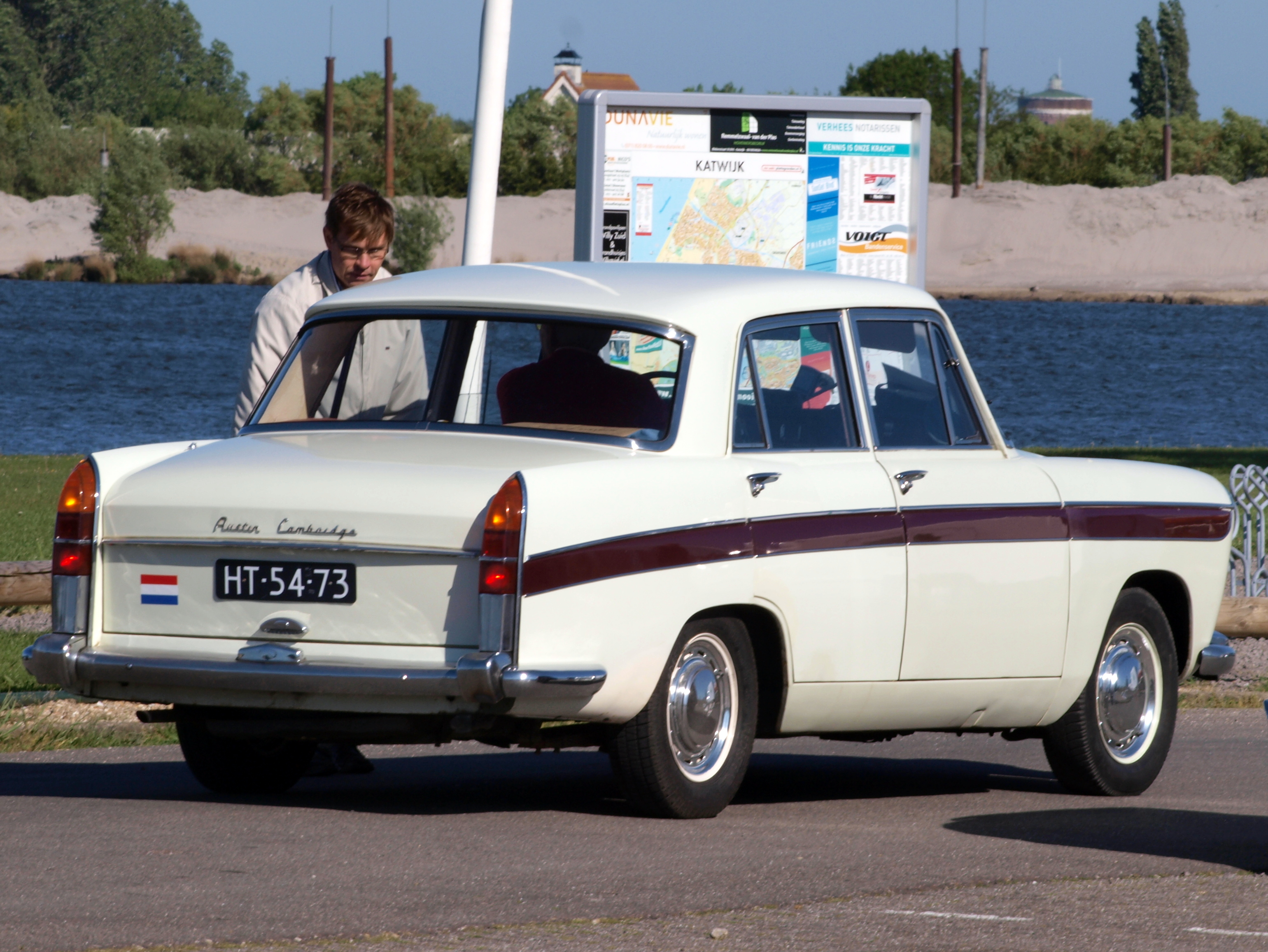
1962 Austin A60 Cambridge Farina
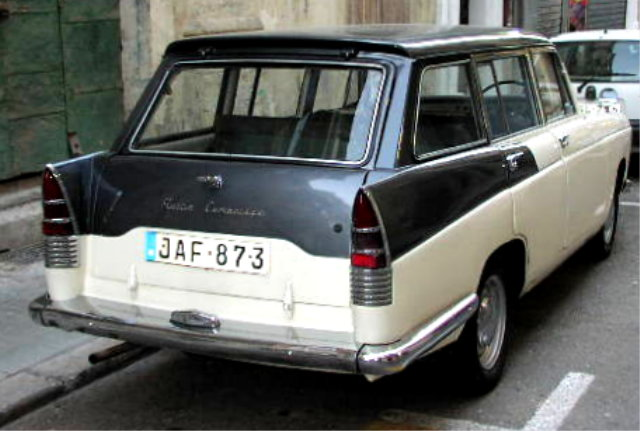
Austin A55 Cambridge Mark II Estate Farina
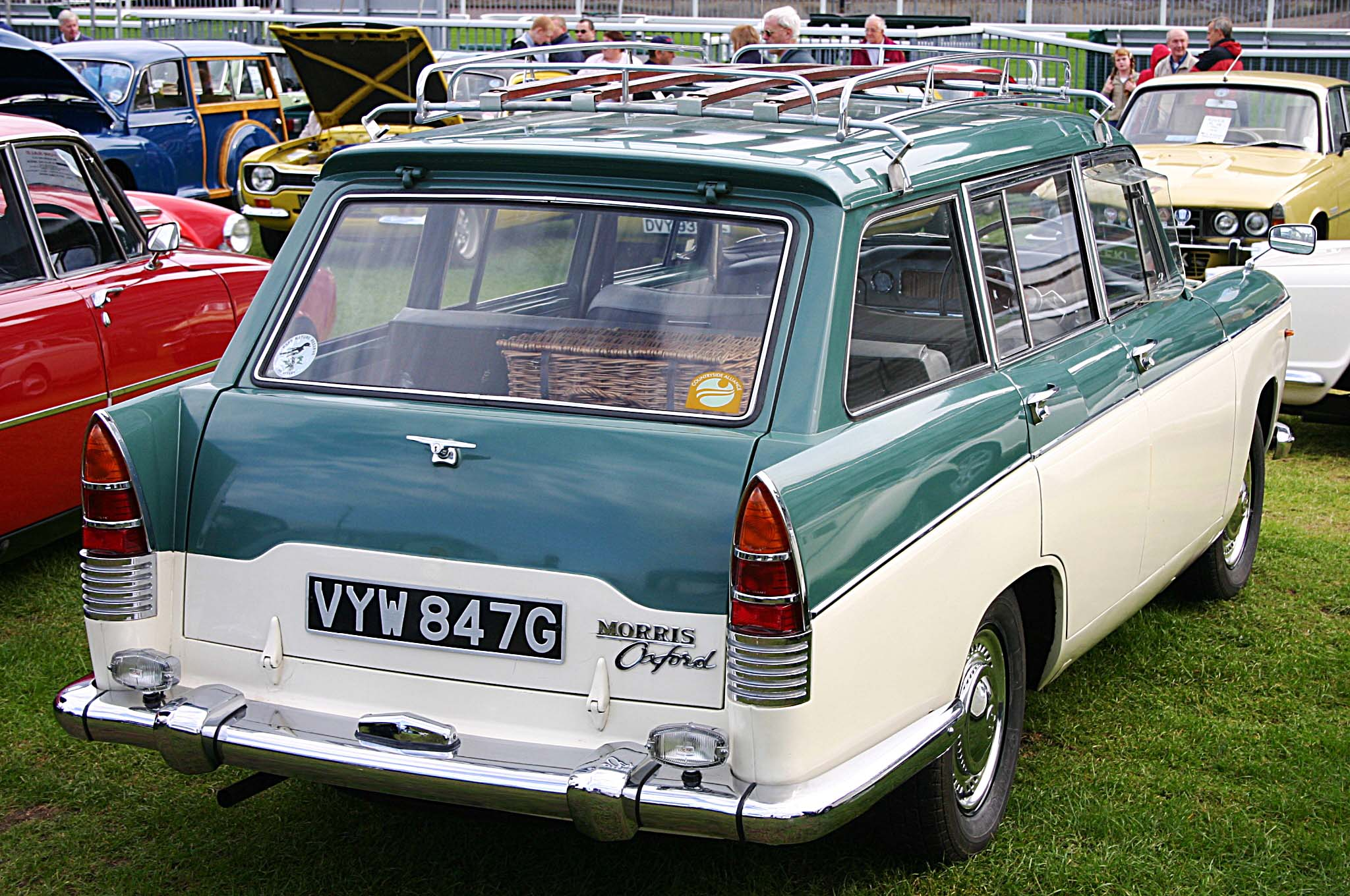
Morris A60 Oxford Traveller Farina
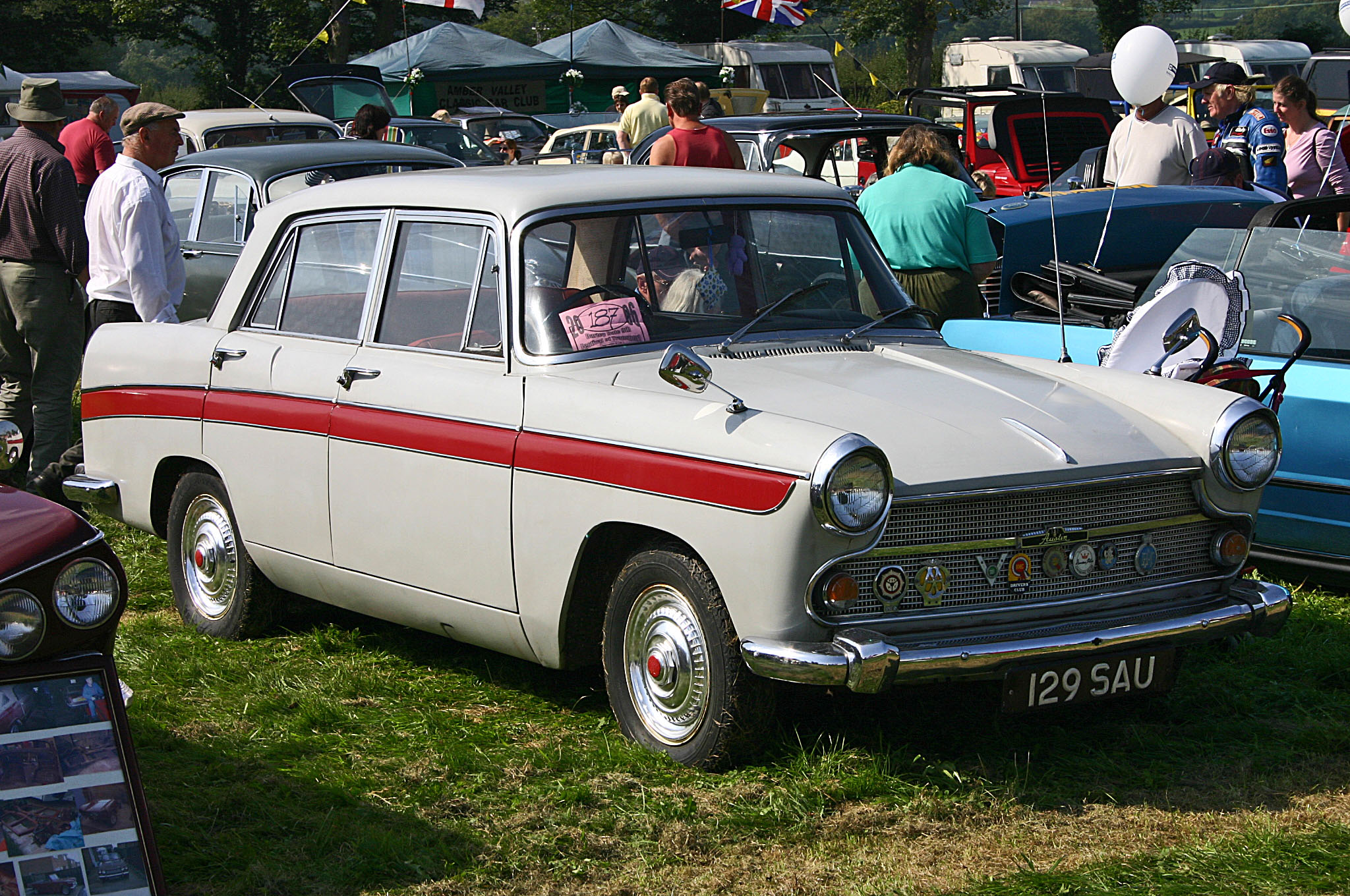
1963 Austin A60 Cambridge Farina
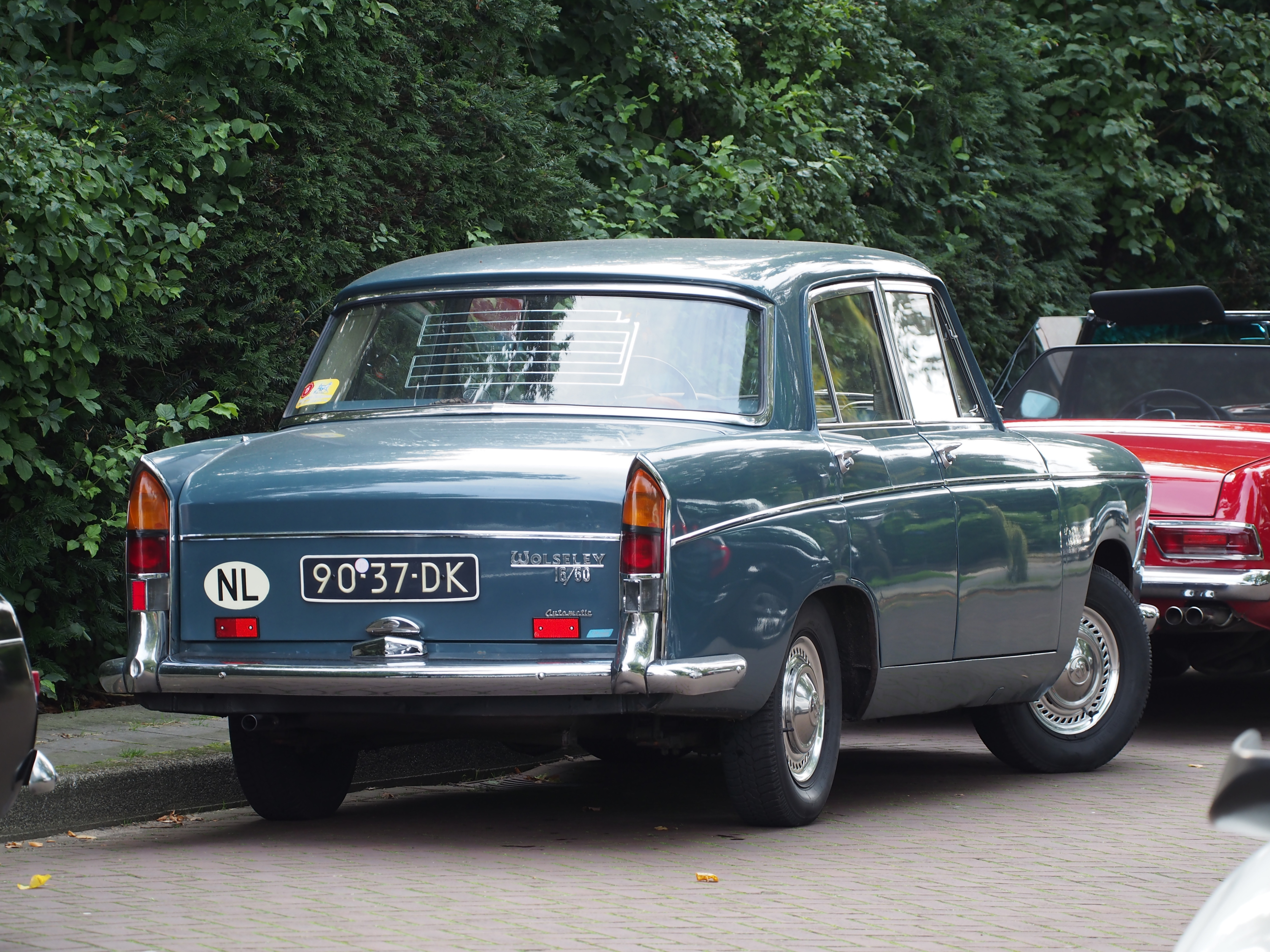
Wolseley A60 16-160
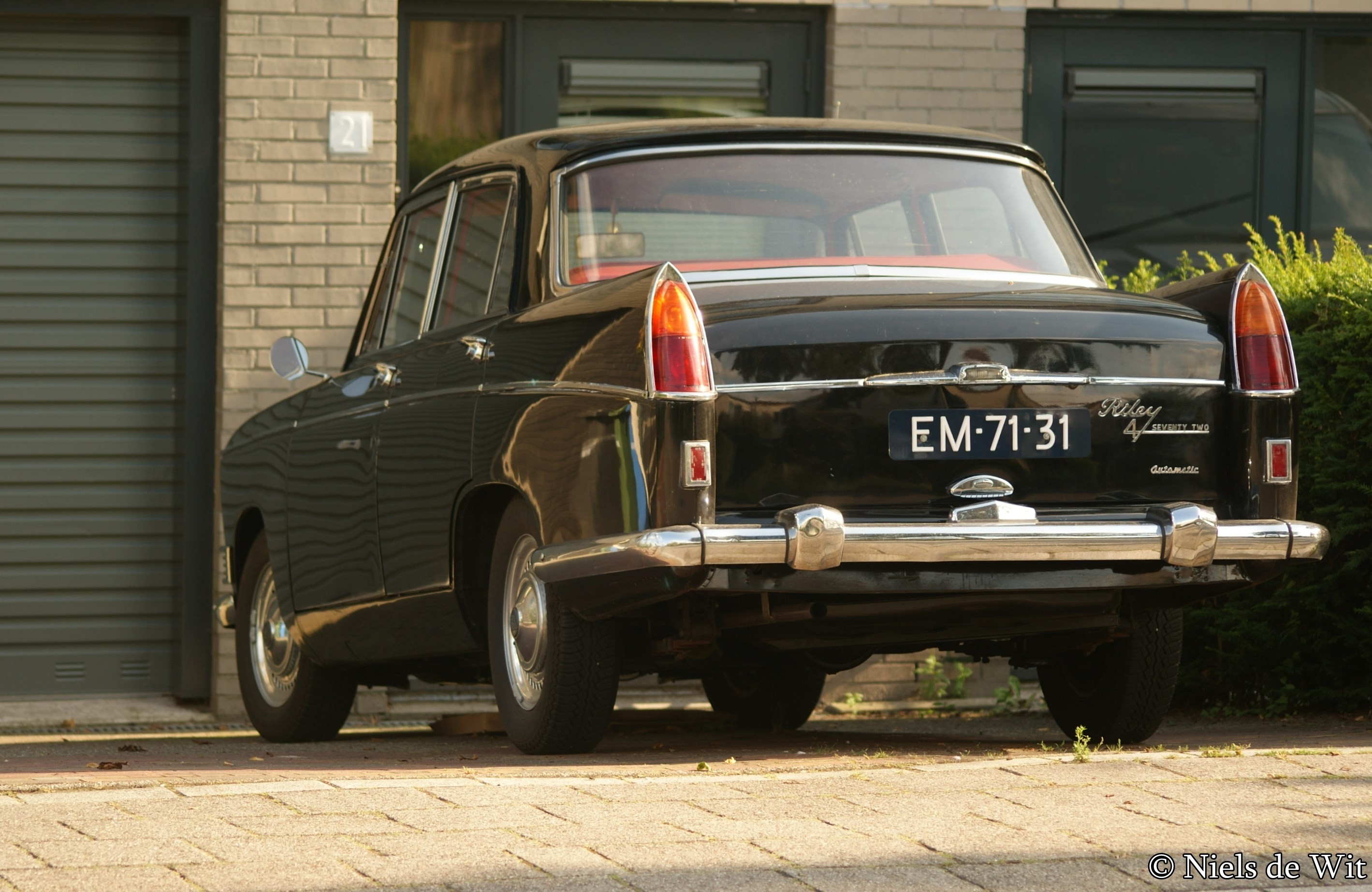
1965 Riley 4-72
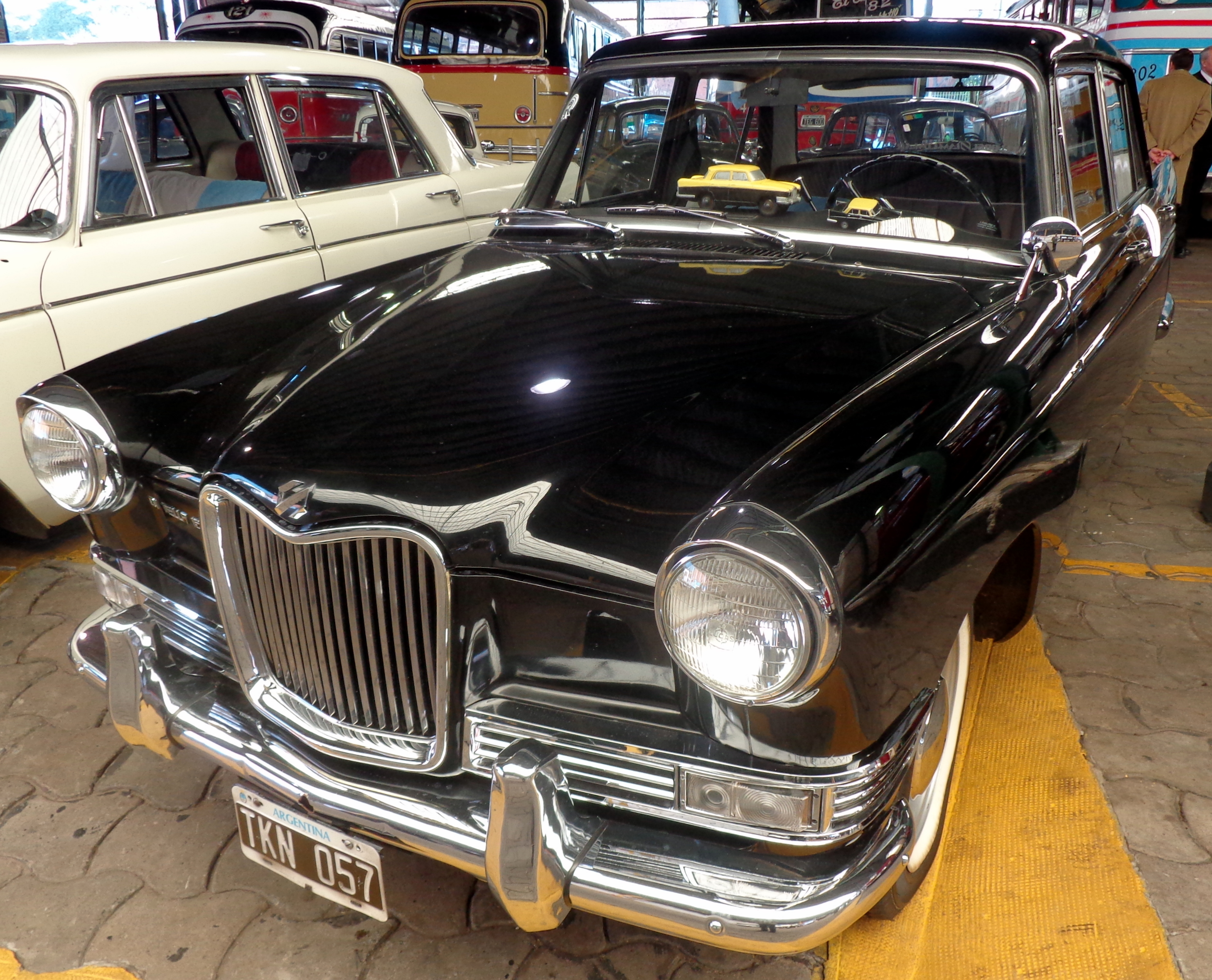
Siam Di Tella 1500, automóvil argentino basado en el Austin A60 1962
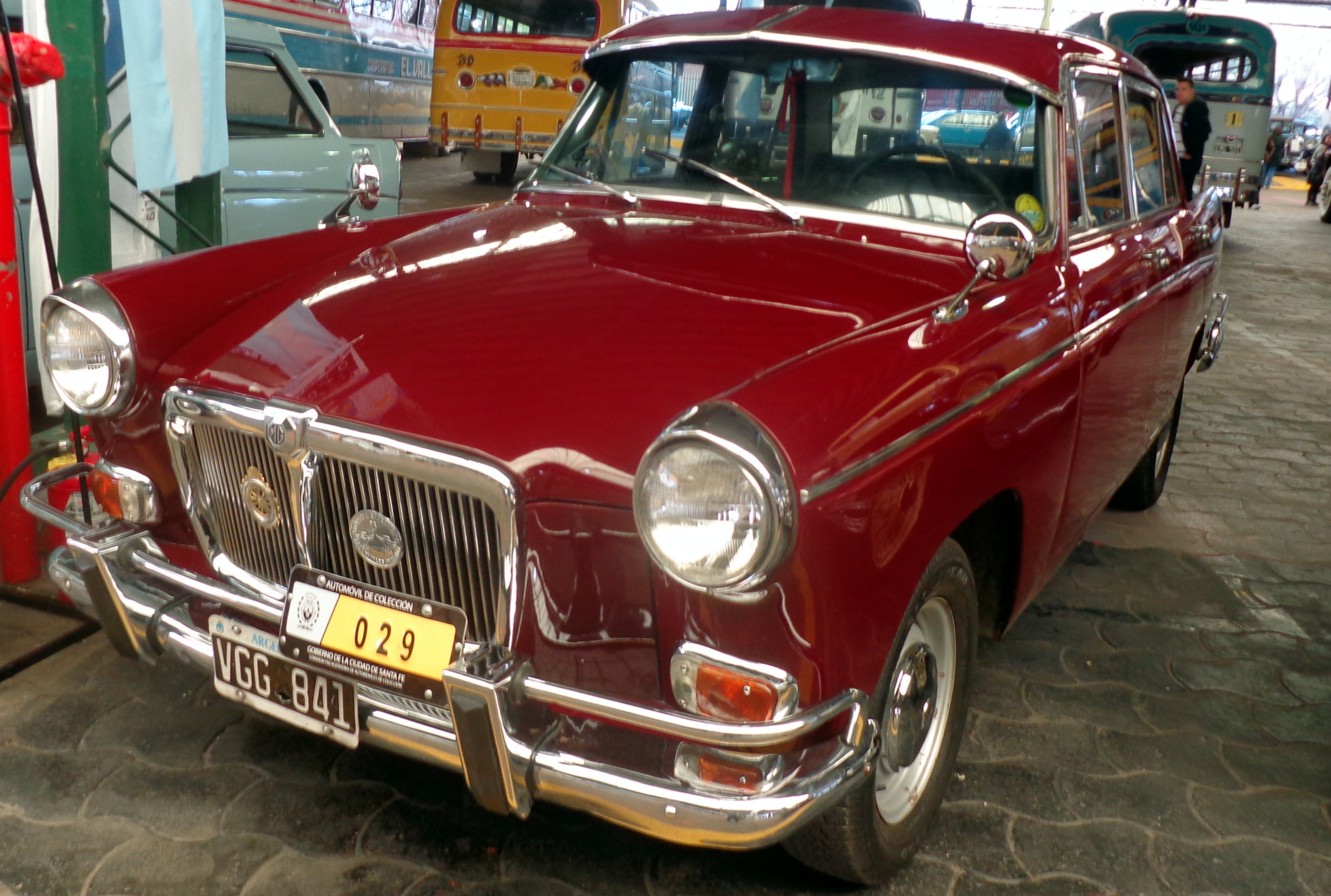
Siam Di Tella Magnette 1622, basado en el MG Magnette 1960
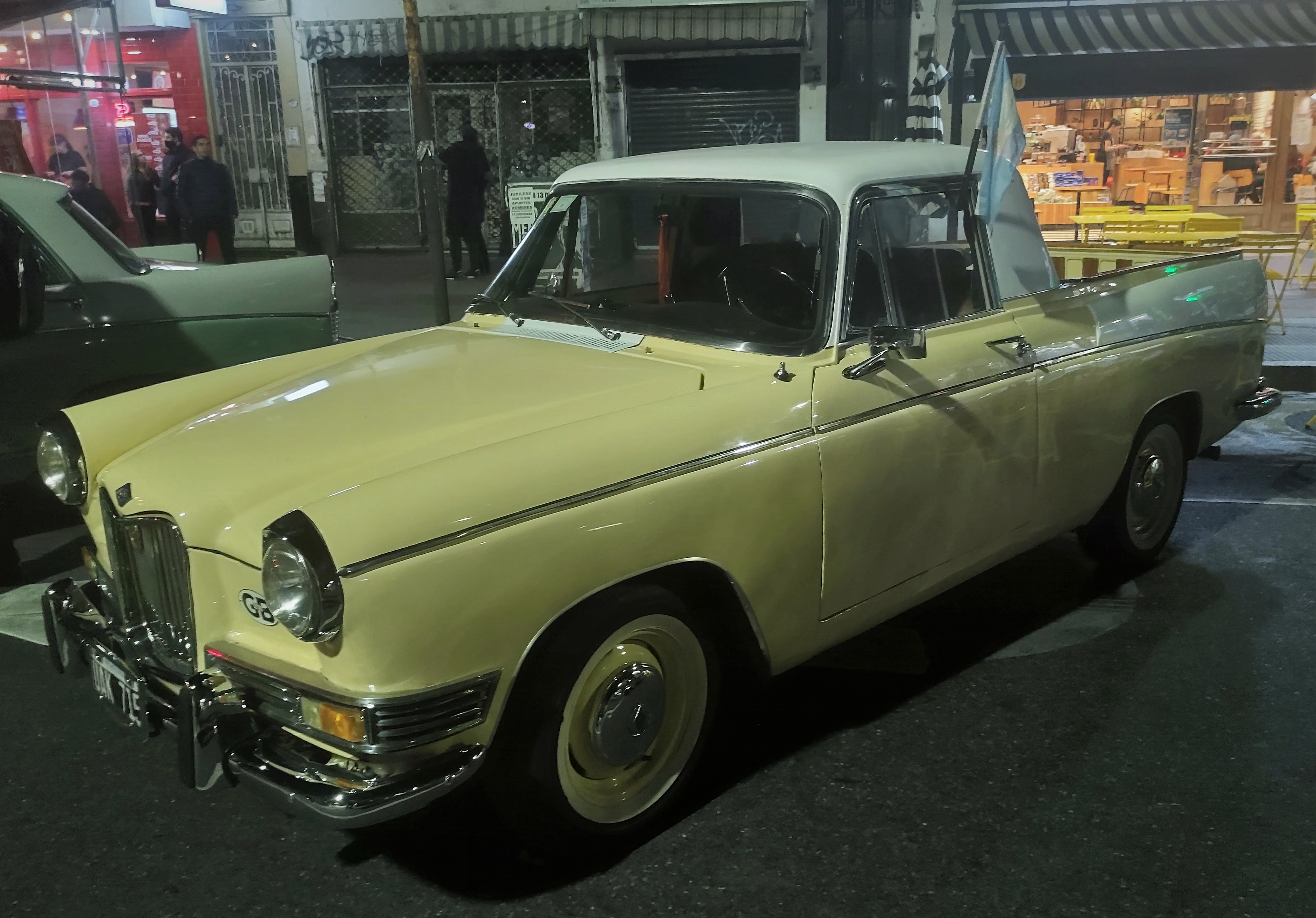
Siam Di Tella Argenta, Segunda serie. Desarrollo netamente argentino, realizado sobre la base del Austin A60 1962.

- El A99 Farina fue el automóvil grande del grupo. Lanzado en 1959 como Austin A99 Westminster, Vanden Plas Princess 3-Litre, and Wolseley 6/99, utilizaba el motor C-Series de seis cilindros. En 1961 aparece la segunda serie Austin A110 Westminster, Vanden Plas Princess 3-Litre Mk. II, y Wolseley 6/110. Se mantuvieron en producción hasta 1968, siendo sustituidos por el ADO61

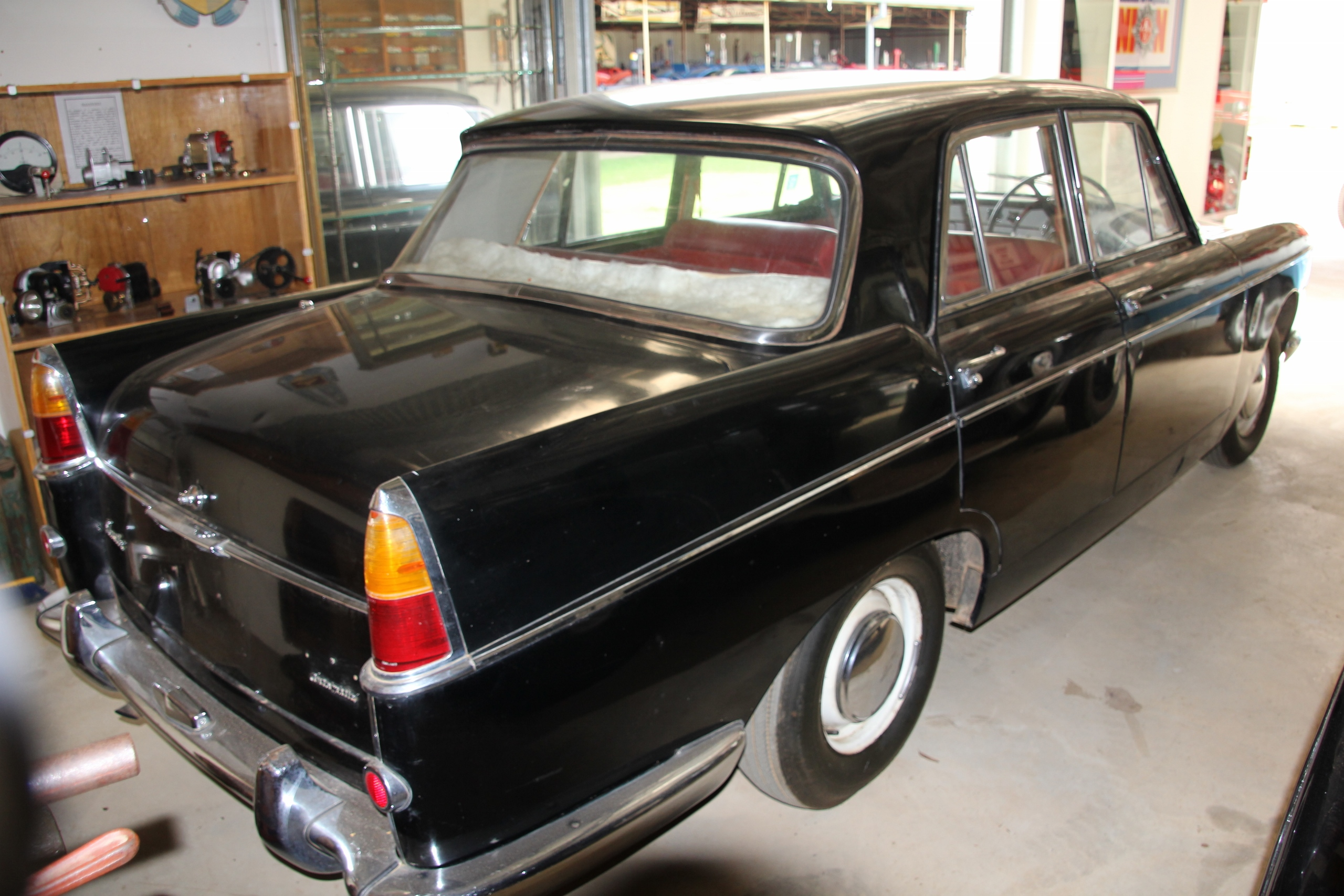
Austin A99 Westminster
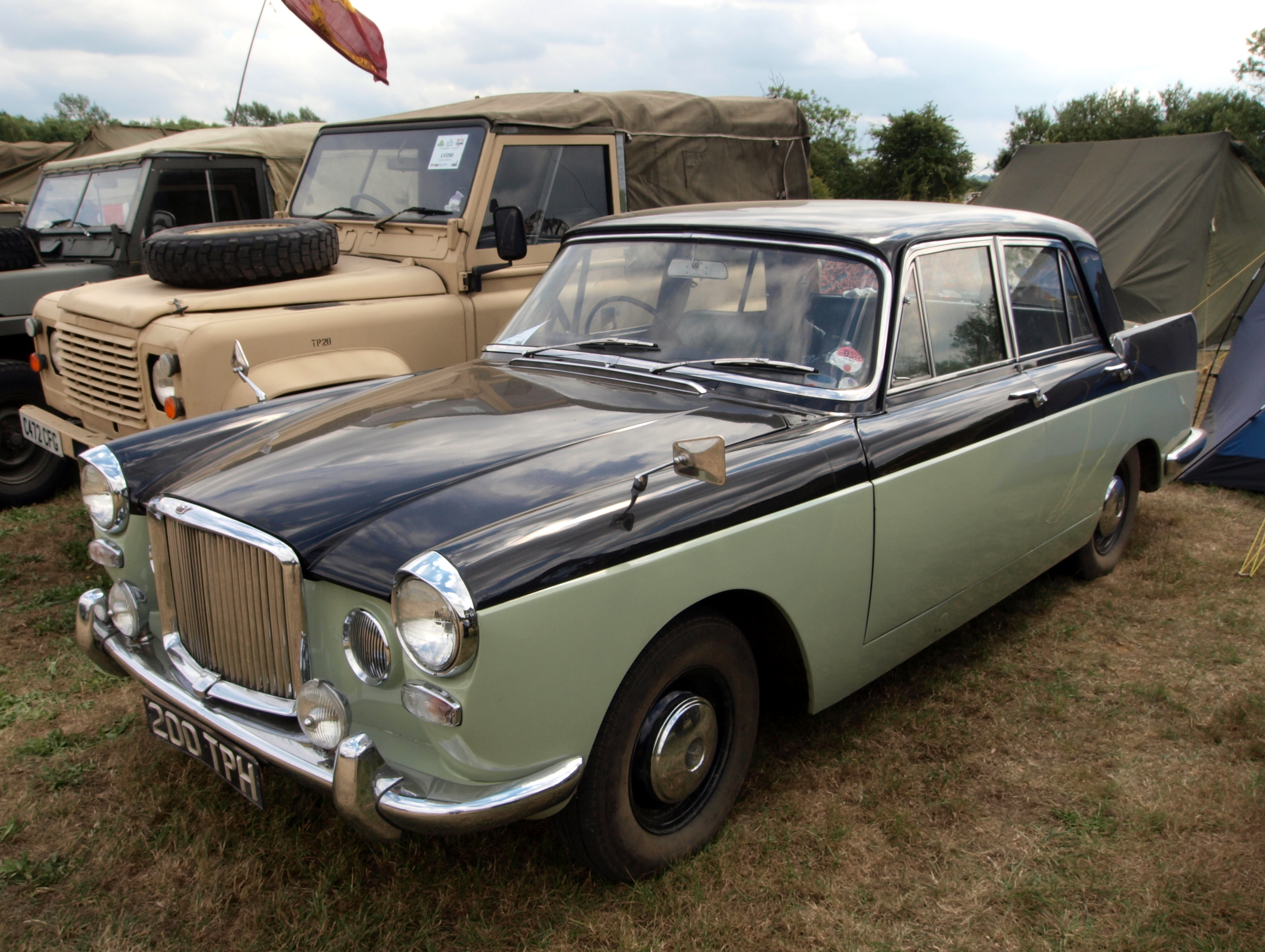
Princess 3-litre Saloon (1959)
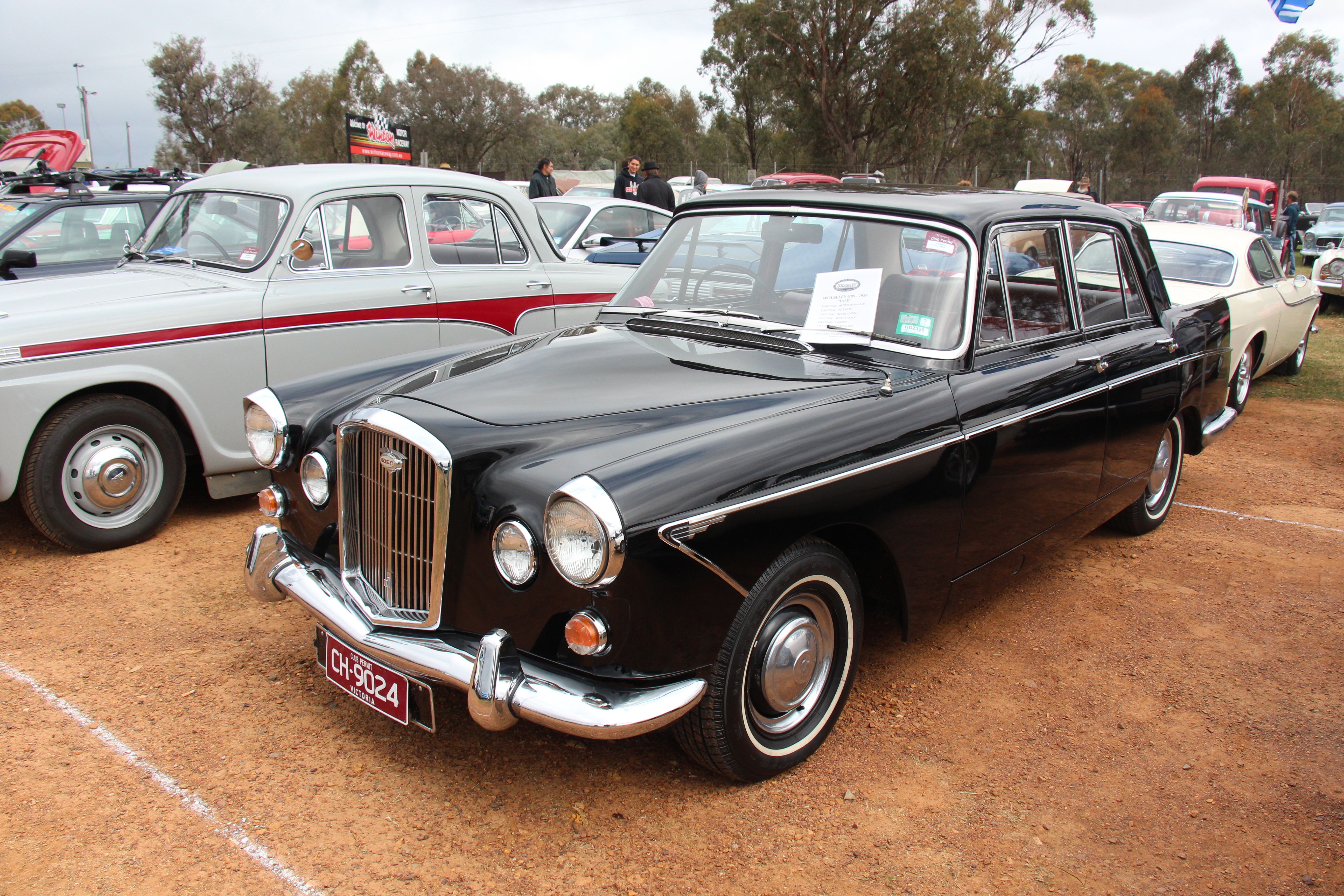
1960 Wolseley 6-99
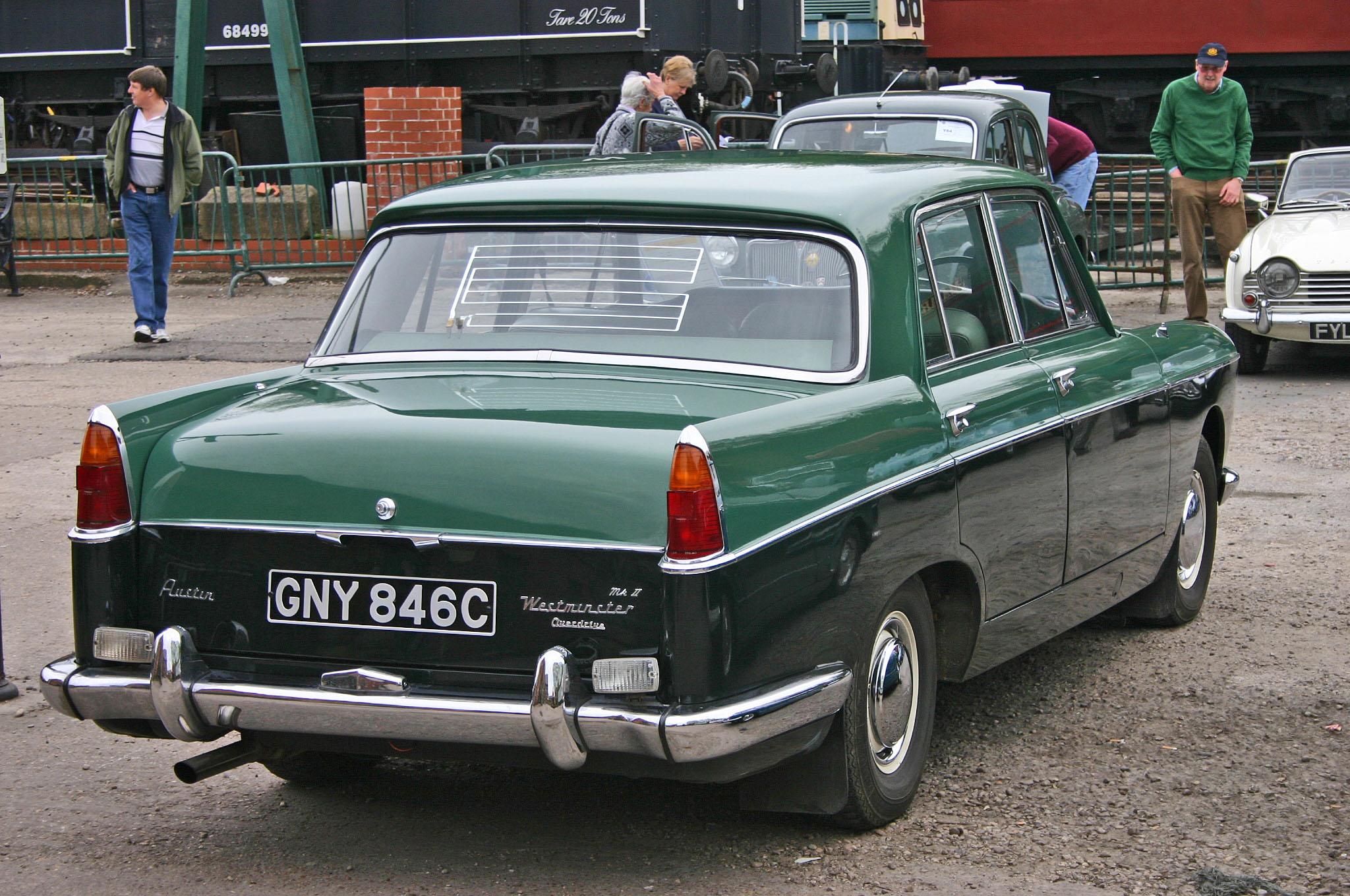
Austin A110 Westminster
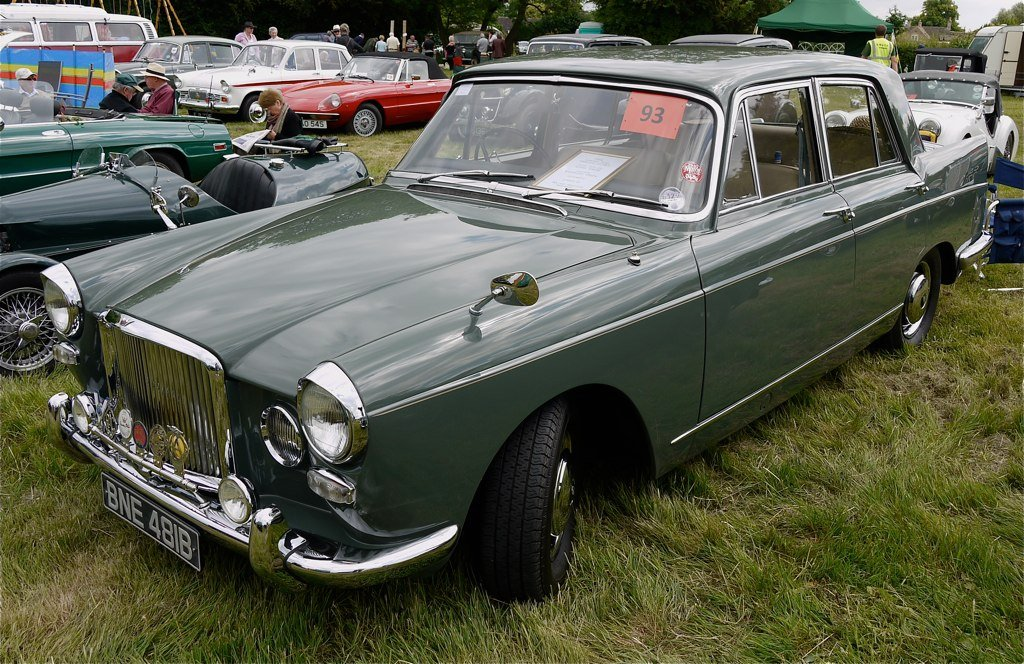
Vanden Plas Princess 1964
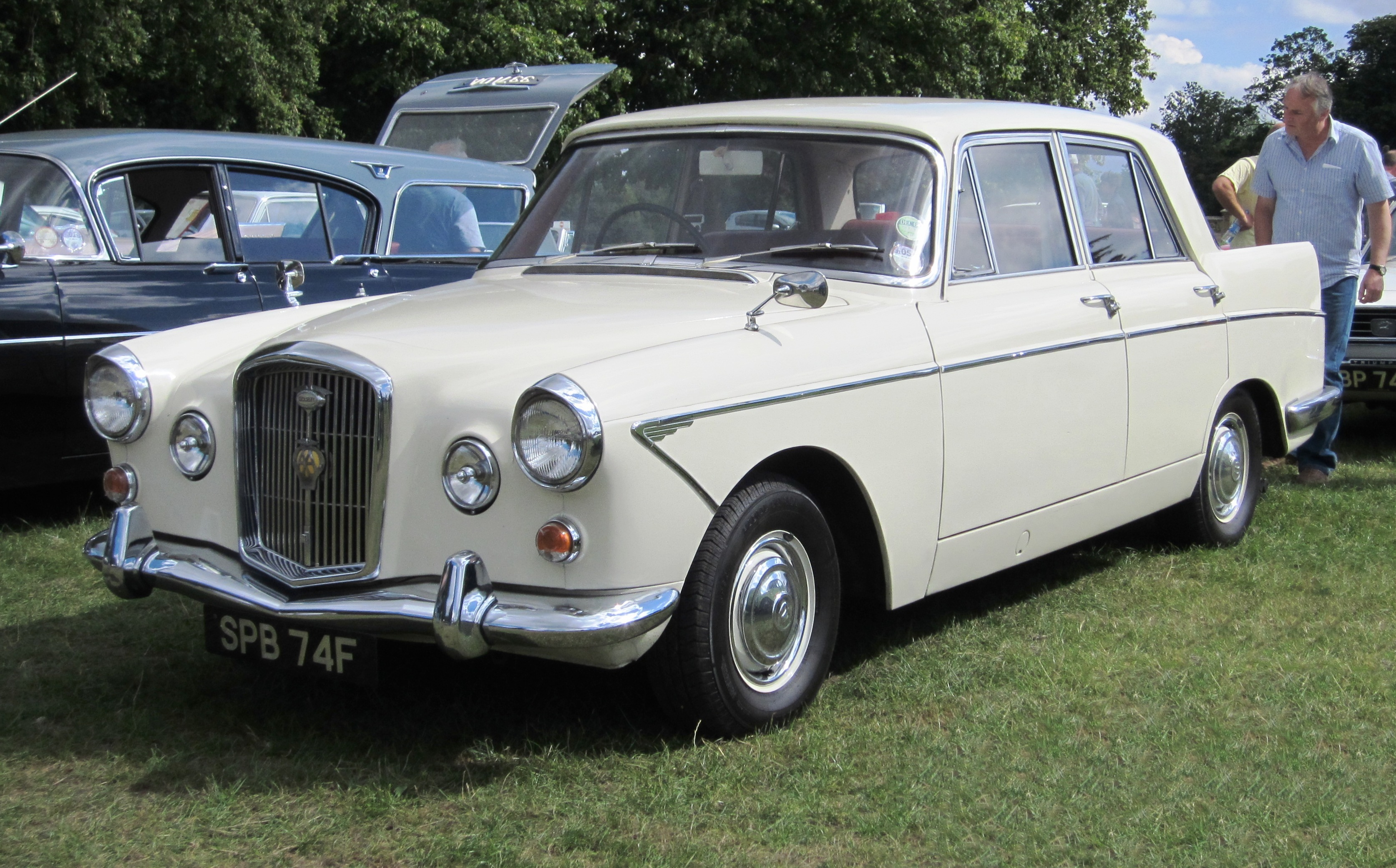
Wolseley 6/110
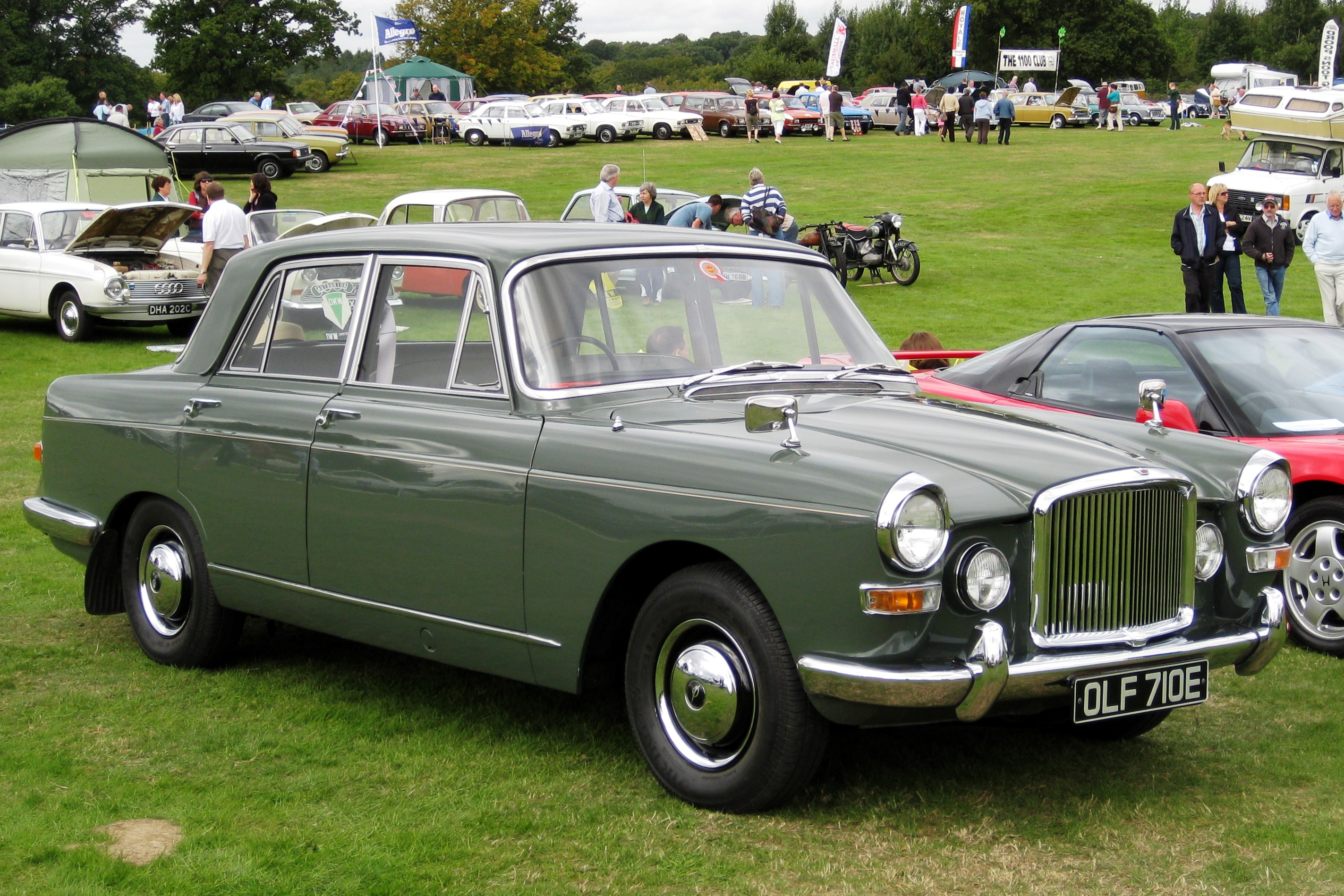
Vanden Plas Princess 4-litre 3909cc

## Ladisposición Issigonisy el camino a la racionalización de marcas
La nacionalización del Canal de Suez en 1956, en contra de los intereses británicos y franceses puso fin a las veleidades imperiales británicas, sustituidas por un espíritu de cooperación internacional en el ámbito político y económico con las naciones que compartían lazos históricos con el Reino Unido, plasmado en la New Commonwealth of Nations.
En este contexto de sustitución del modelo imperial por el de metrópoli tecnológica, el cierre del canal durante la Guerra del Sinaí supuso por primera vez desde el final de la Segunda Guerra Mundial el desabastecimiento de productos petrolíferos. El racionamiento de los combustibles inclinó el interés del público británico hacia los microcoches de producción extranjera, a menudo con humeantes mecánicas de dos tiempos muy alejados del modelo de gran coche a escala que el Morris Minor había contribuido a difundir. 
Para enfrentarse a la crisis Leonard Lord, carismático y autoritario presidente de British Motor Corporation, encarga al equipo de diseño de Morris el proyecto ADO15 (Amalgamated Drawing Office project number 15), en el que reúne a parte del equipo que diseñara el exitoso Morris Minor bajo una serie de premisas: las dimensiones del futuro coche deberán contenerse en una caja de 10x4x4 pies(3.0×1.2×1.2 m); de las que el habitáculo ocupará 6 (1.8 m) de los 10 pies (3.0 m) length; con una mecánica preexistente por razones de coste que terminaría siendo el Motor Serie A del Austin A-35.
Al frente del proyecto se sitúa Alec Issigonis, junto al experto en suspensiones Alex Moulton y reducido grupo de expertos en coches pequeños, procedentes del proyecto "mosquito" (Morris Minor) y de la marca de coches pequeños Alvis . El resultado final fue el Morris Mini-Minor, cuyas revolucionarias características terminarían vertebrando la gama de tracción delantera  de B.M.C; Mini, 1100/1300, Landcrab, Maxi, Allegro, Princess y Ambassador en contraposición a la gama de tracción trasera; Morris Minor y derivados (Morris Marina y Morris Ital).

### Características técnicas de los B.M.C de tracción delantera
- Disposición Issigonis; Motor transversal con caja de cambios in-sump bajo el cigüeñal compartiendo engrase con el motor, semiejes de igual longitud y ventilador de flujo invertido arrastrado por el del cigüeñal en el lado izquierdo del motor. Este esquema se mantendría en las marcas herederas de BMC  tras las fusiones con Jaguar Cars y con Leyland Motor Corporation, que darían lugar a British Motor Holdings y a British Leyland respectivamente.
- Suspensión Moulton (de goma, hidrolástica o hydragas)

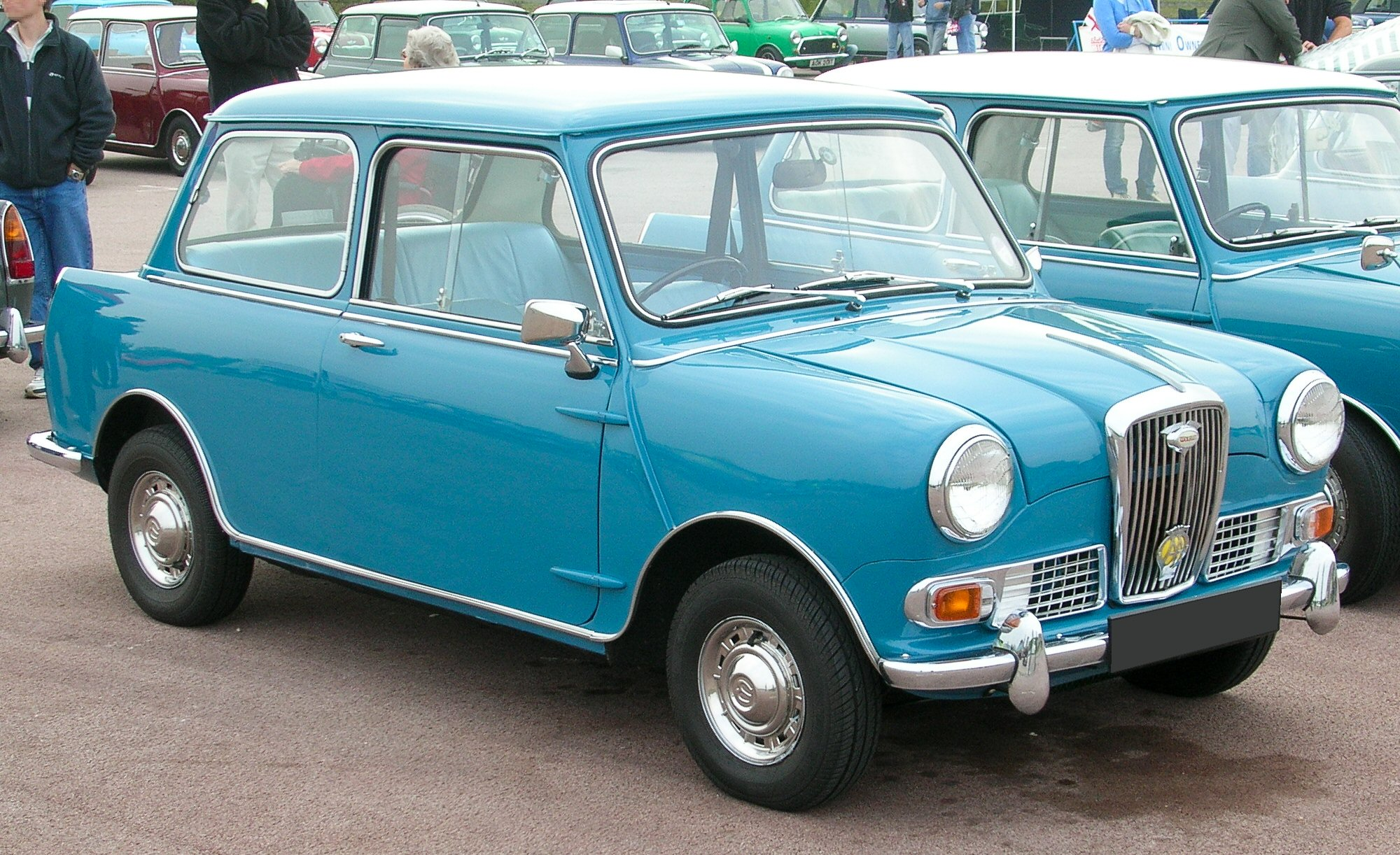
Wolseley Hornet 1963 ADO15
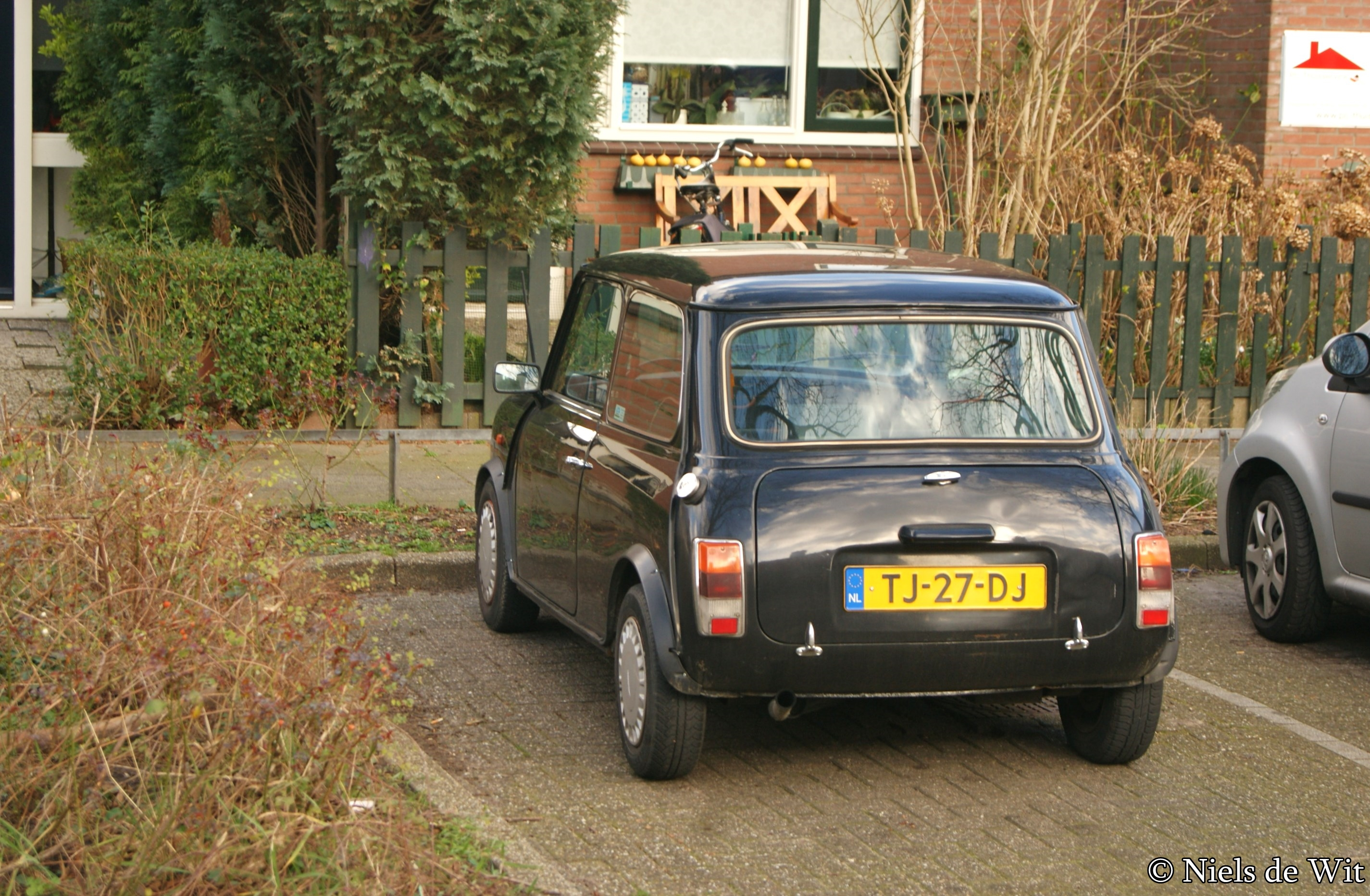
1988 Mini 1000 E ADO20
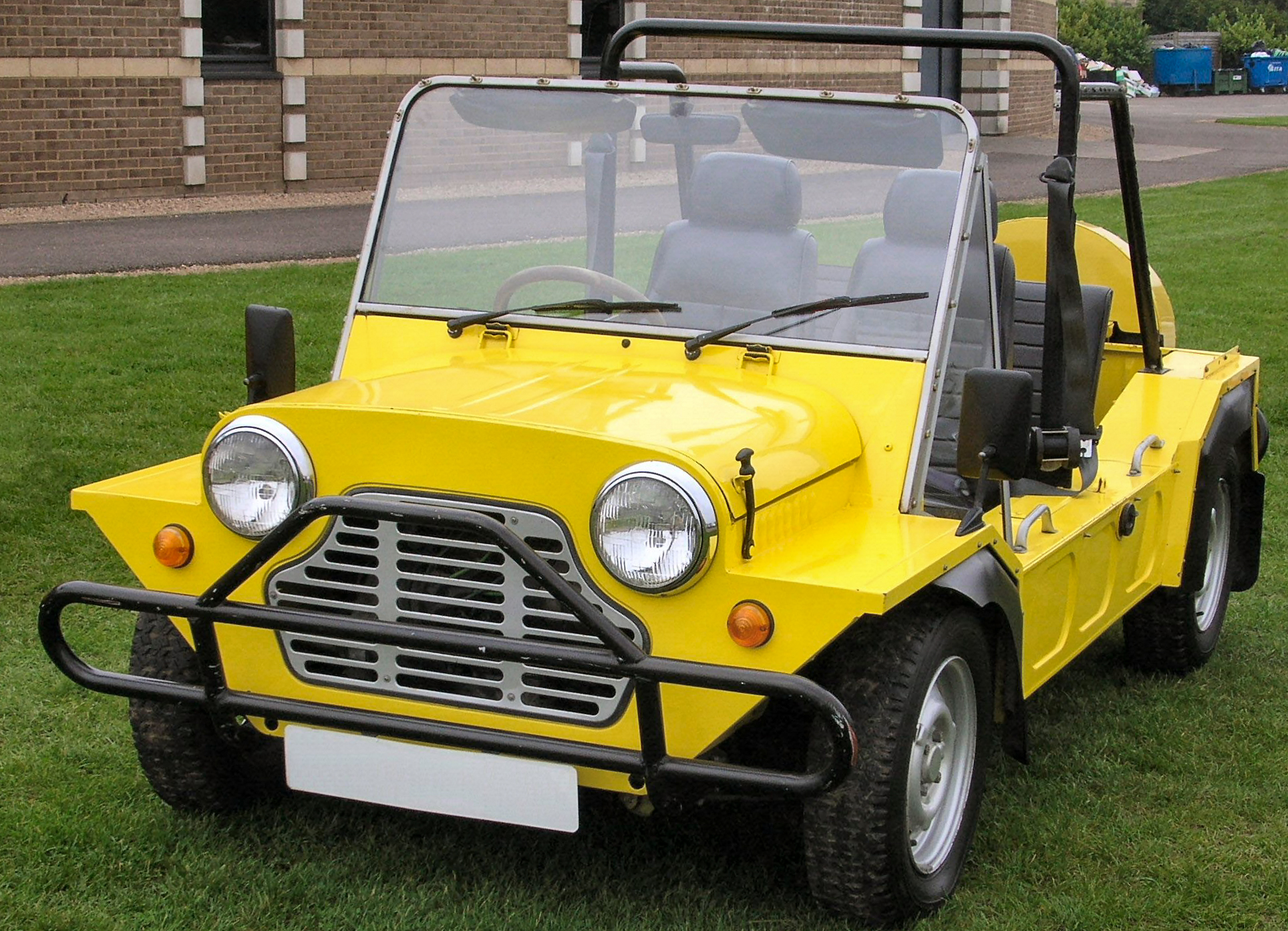
1984 Mini-Moke
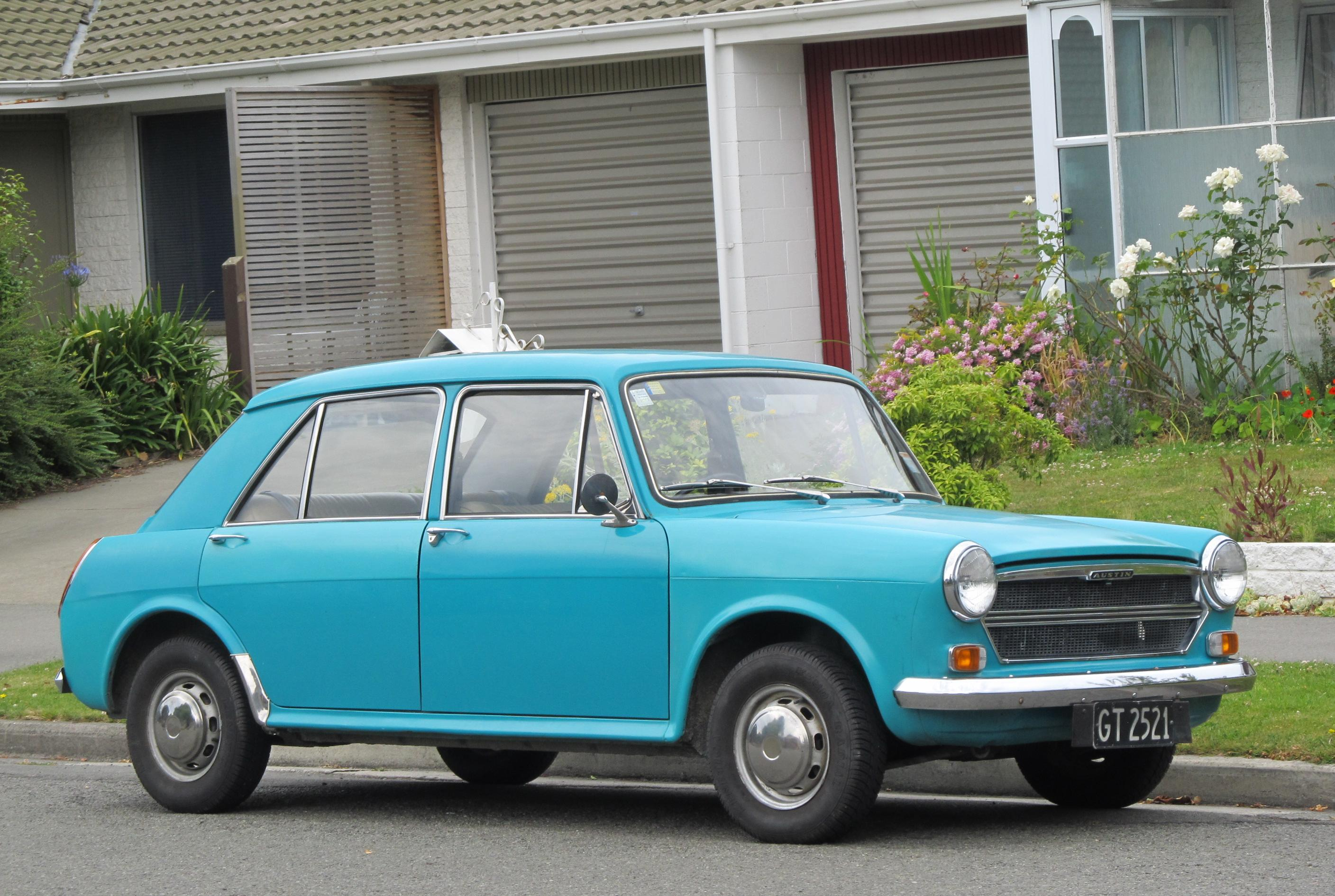
1975 Austin 1100 ADO16 Australia
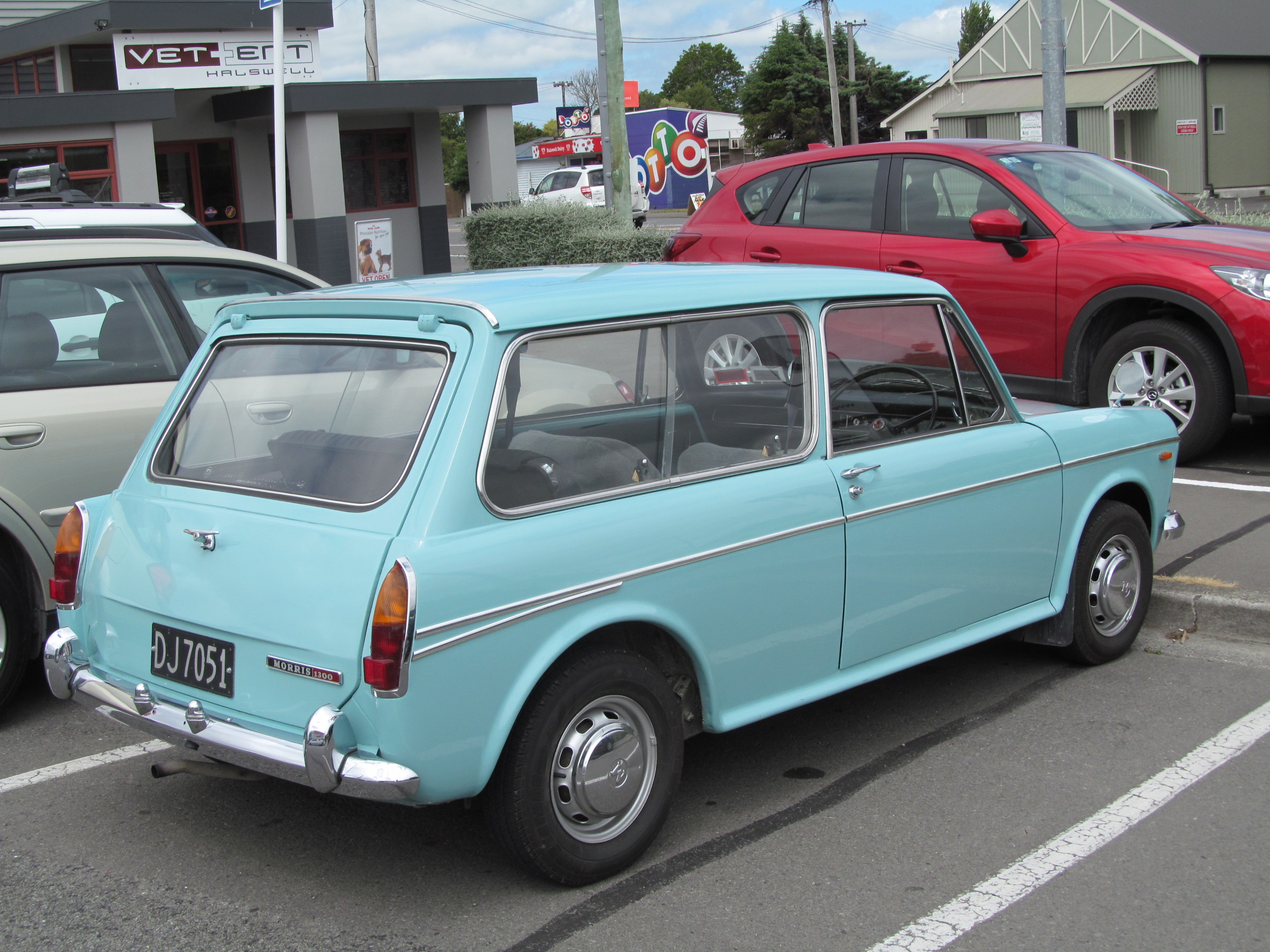
1971 Morris 1300 Traveller ADO16
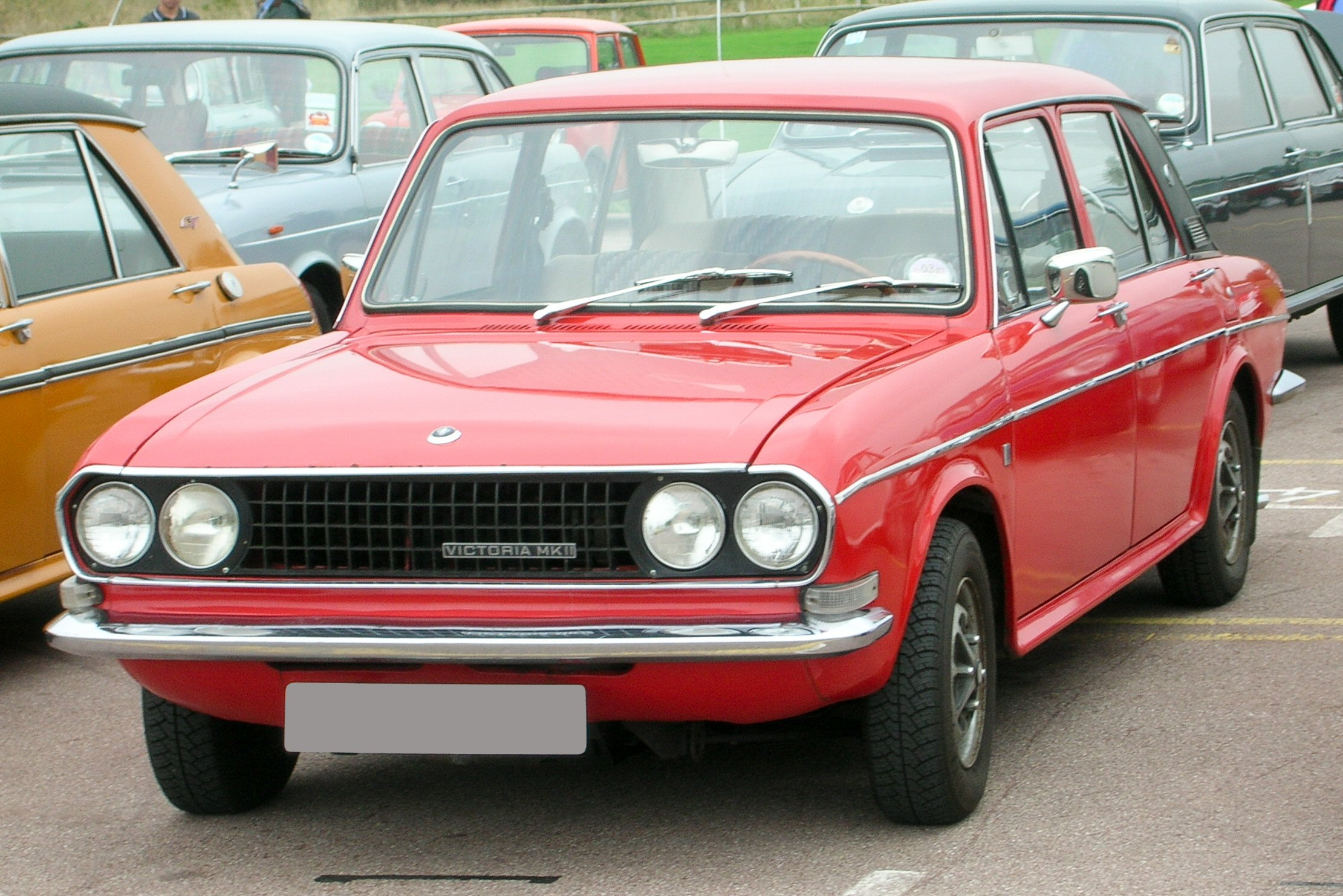
Austin Victoria MKII De Luxe 1973 ADO16
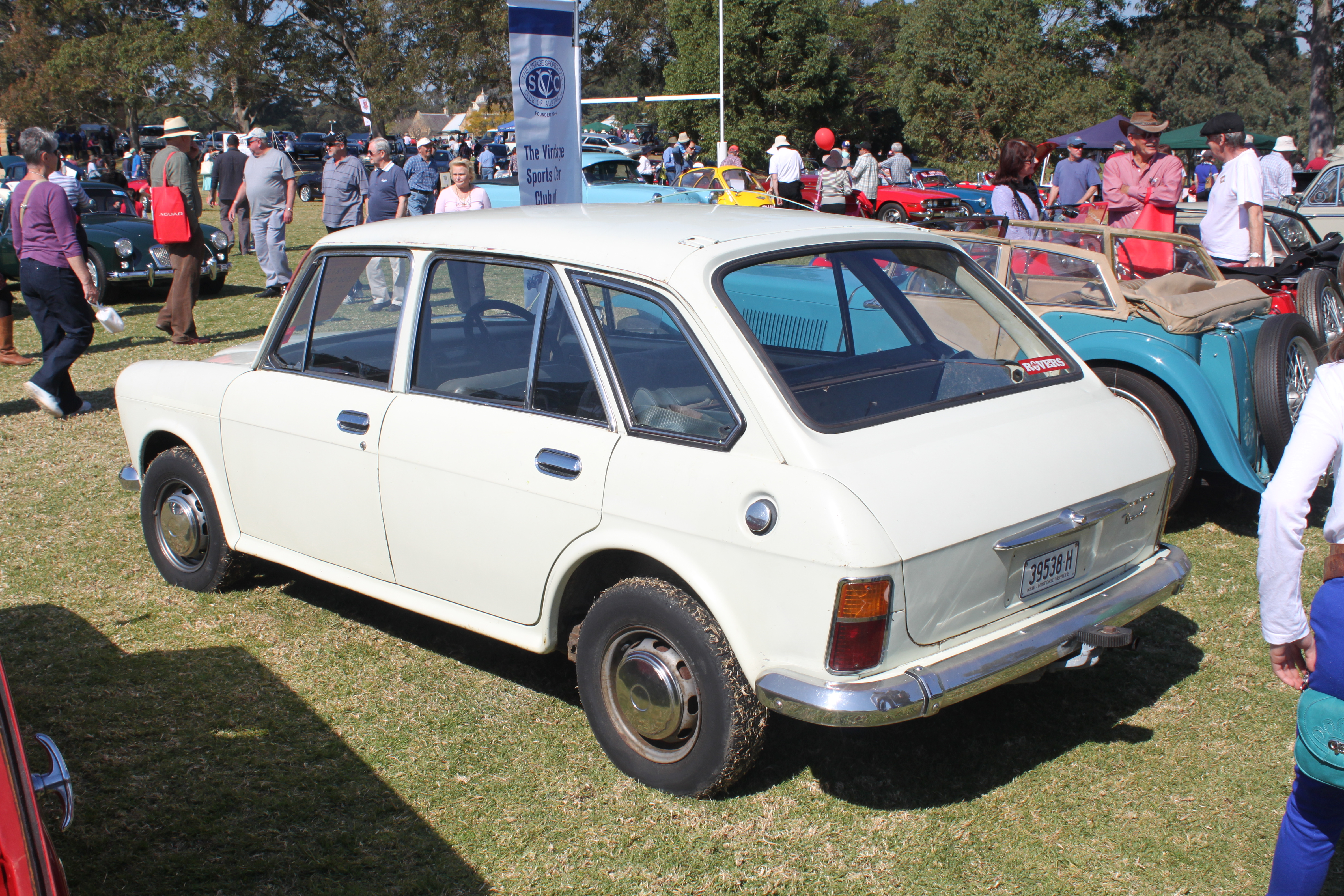
Morris 1500 Nomad ADO16
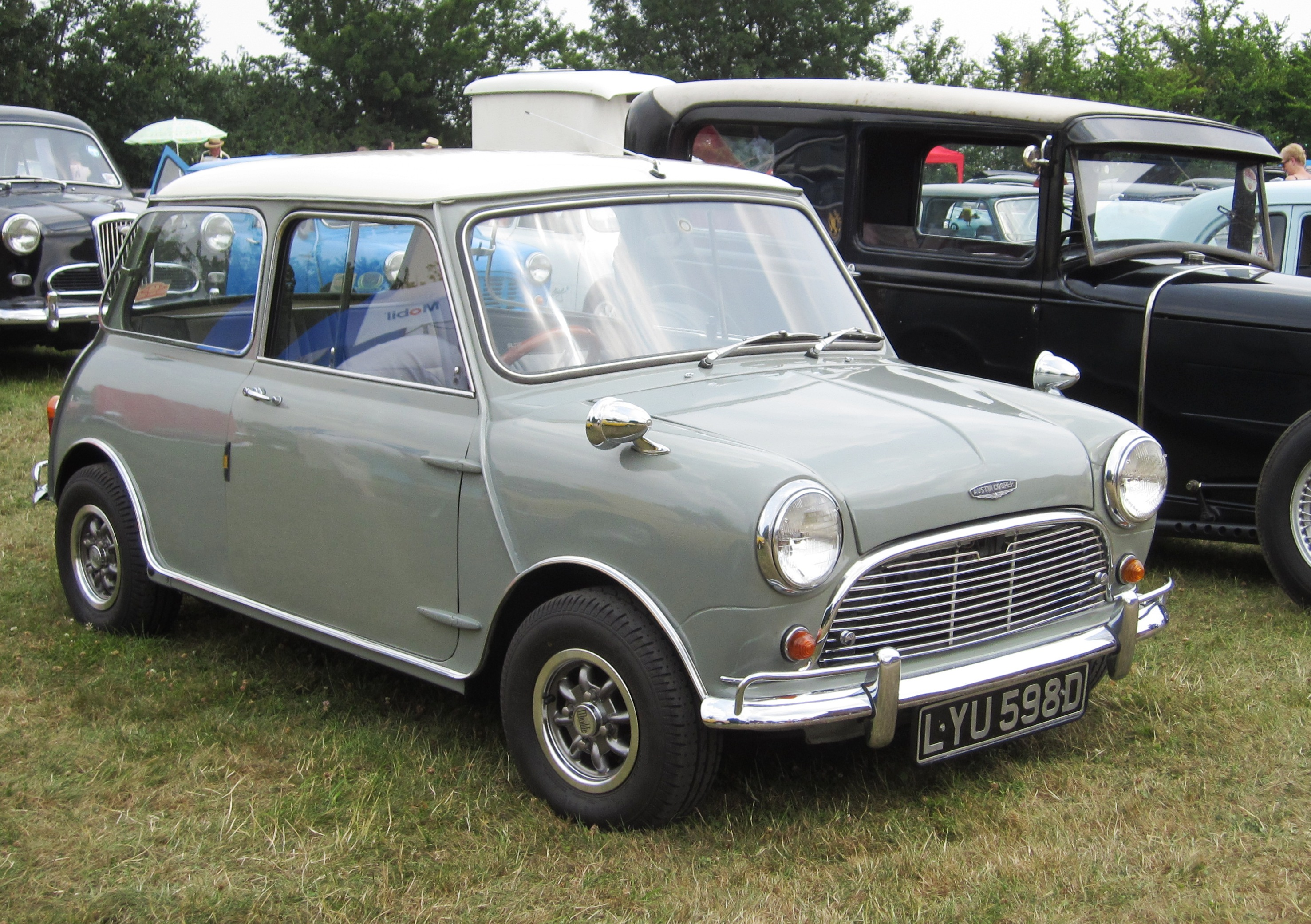
Austin Cooper S 1966 ADO15
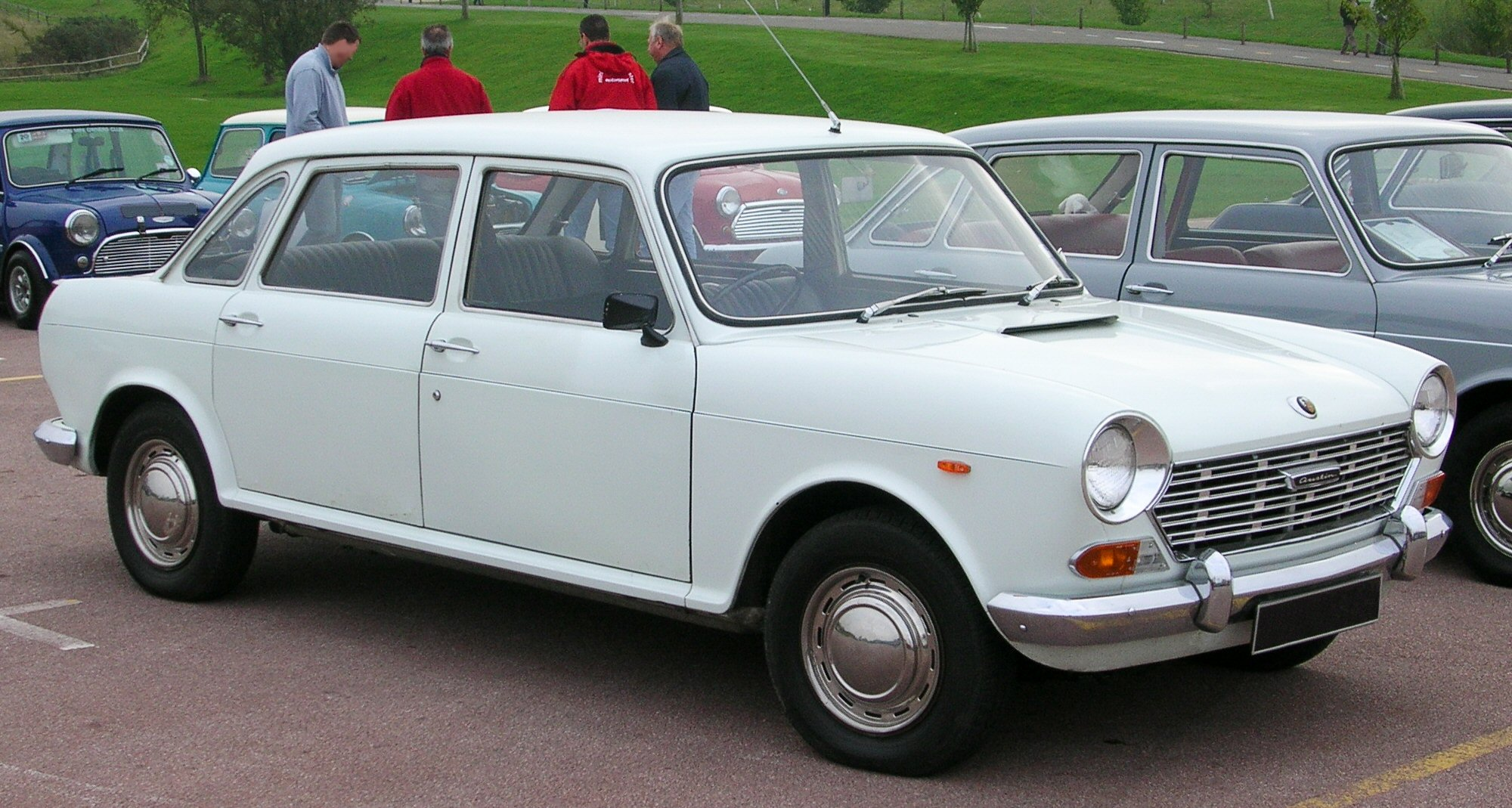
Austin 1800 "landcrab" Automatic 1969 ADO17
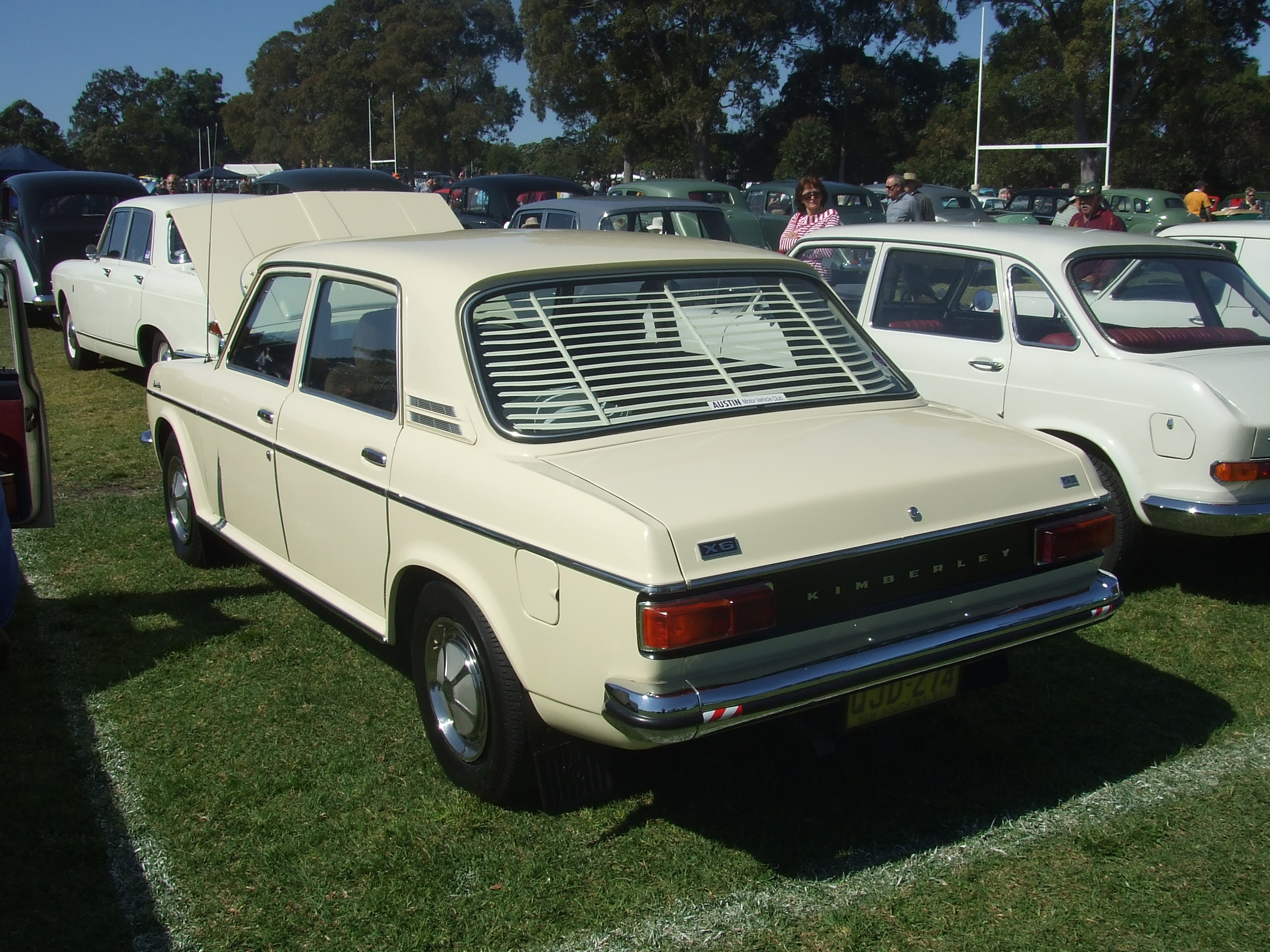
Austin Kimberley ADO17
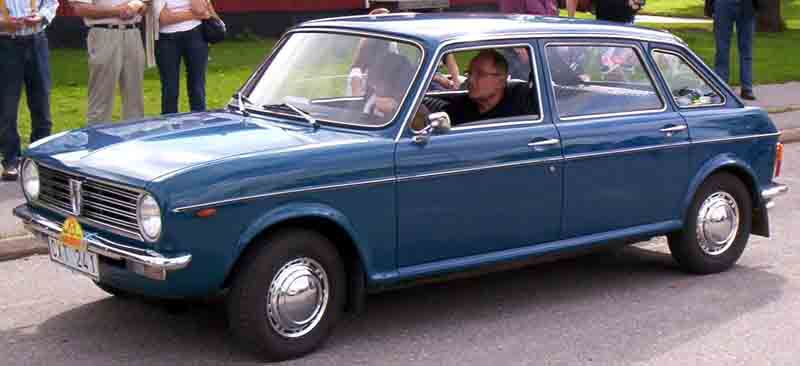
Austin Maxi 1750 1973 ADO14
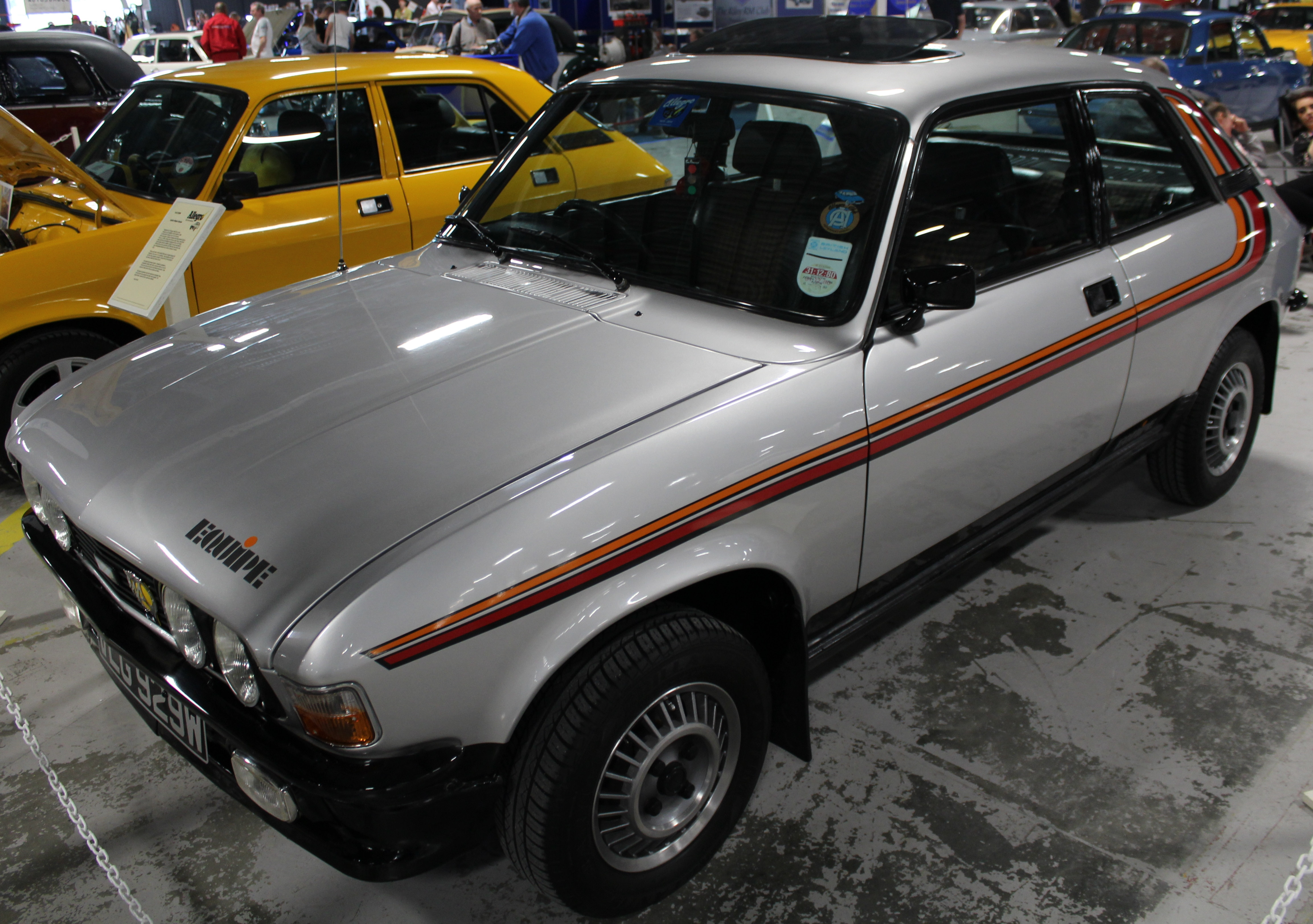
Austin Allegro Equipe
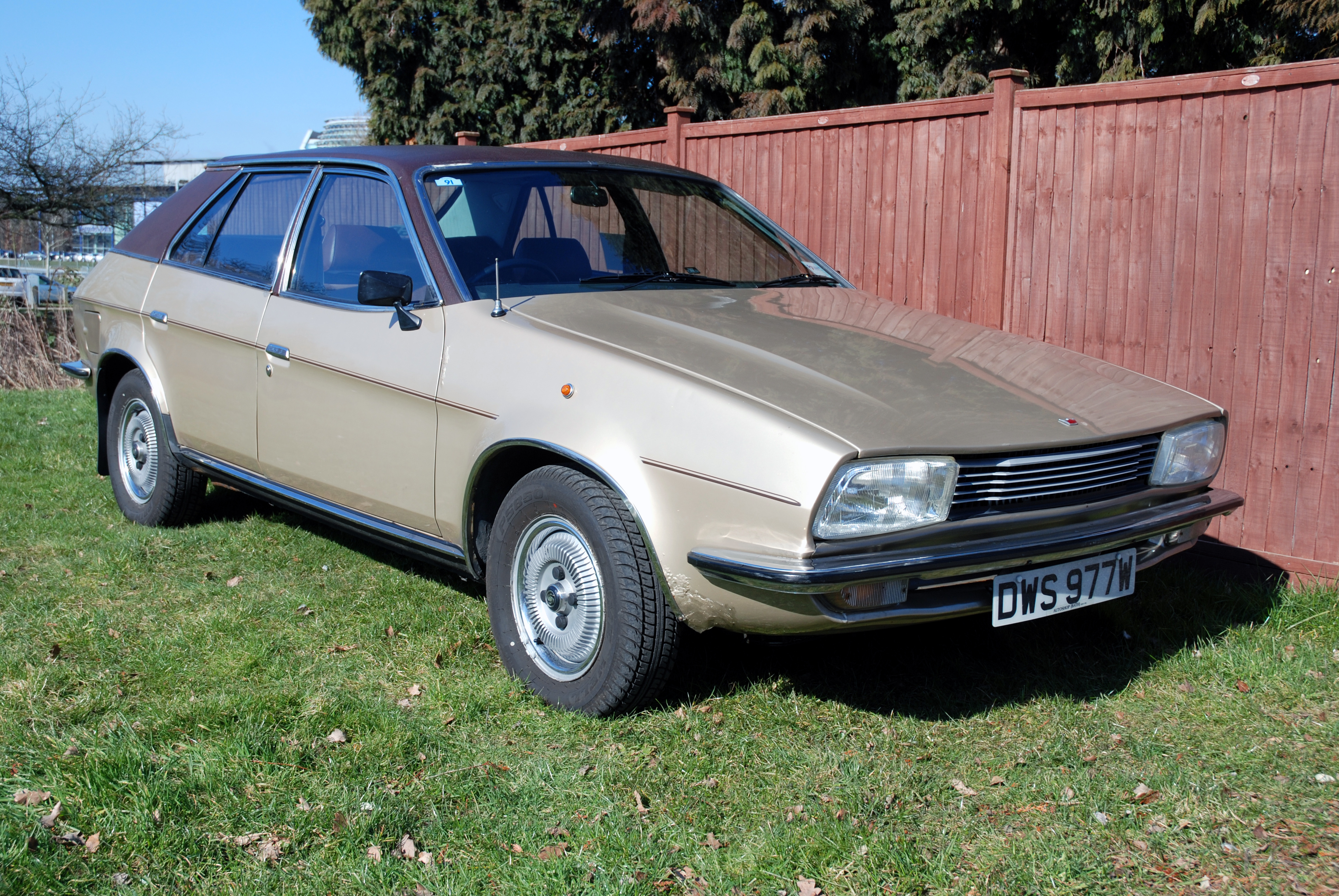
Austin 1800-2200 Princess
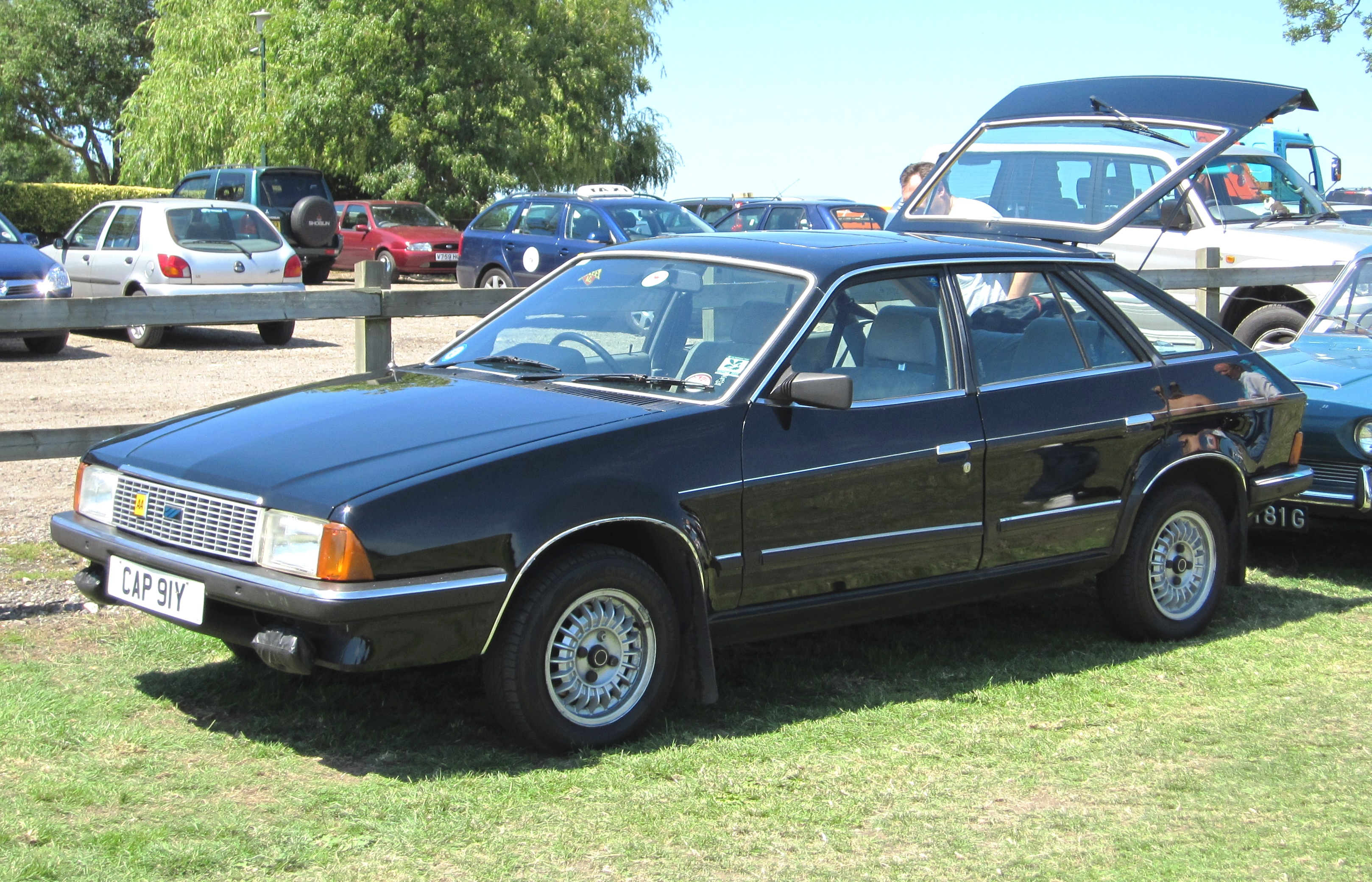
Austin Ambassador
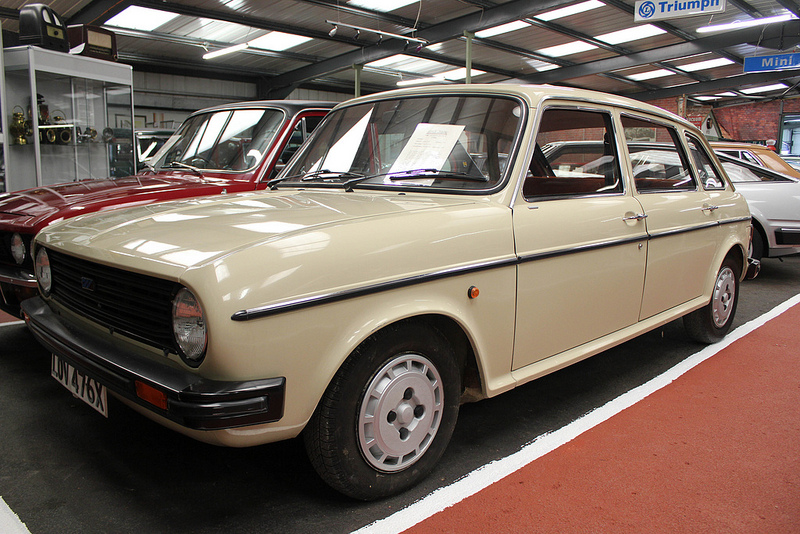
Austin Maxi
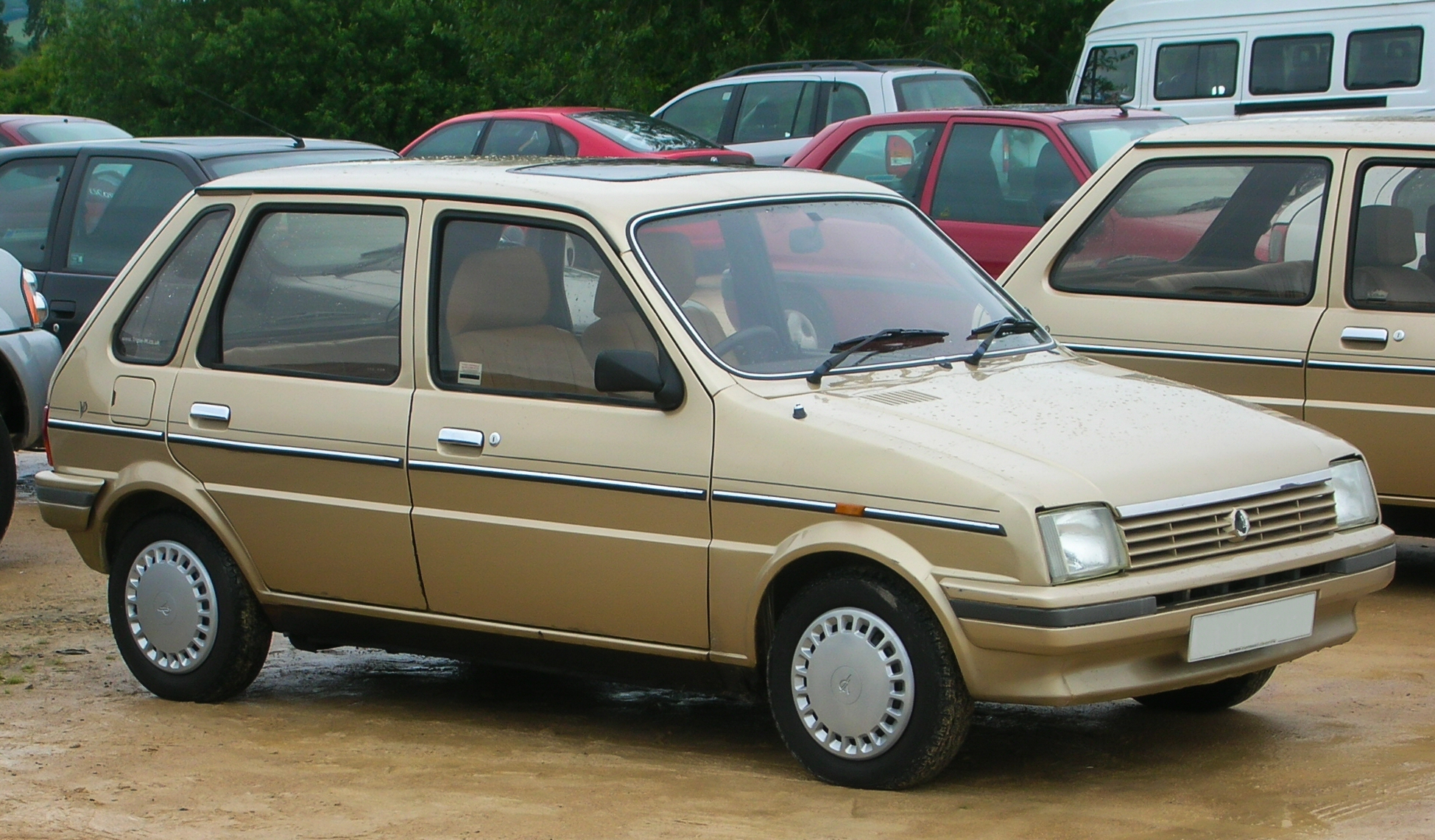
Austin Metro Vanden Plas Automatic 1985
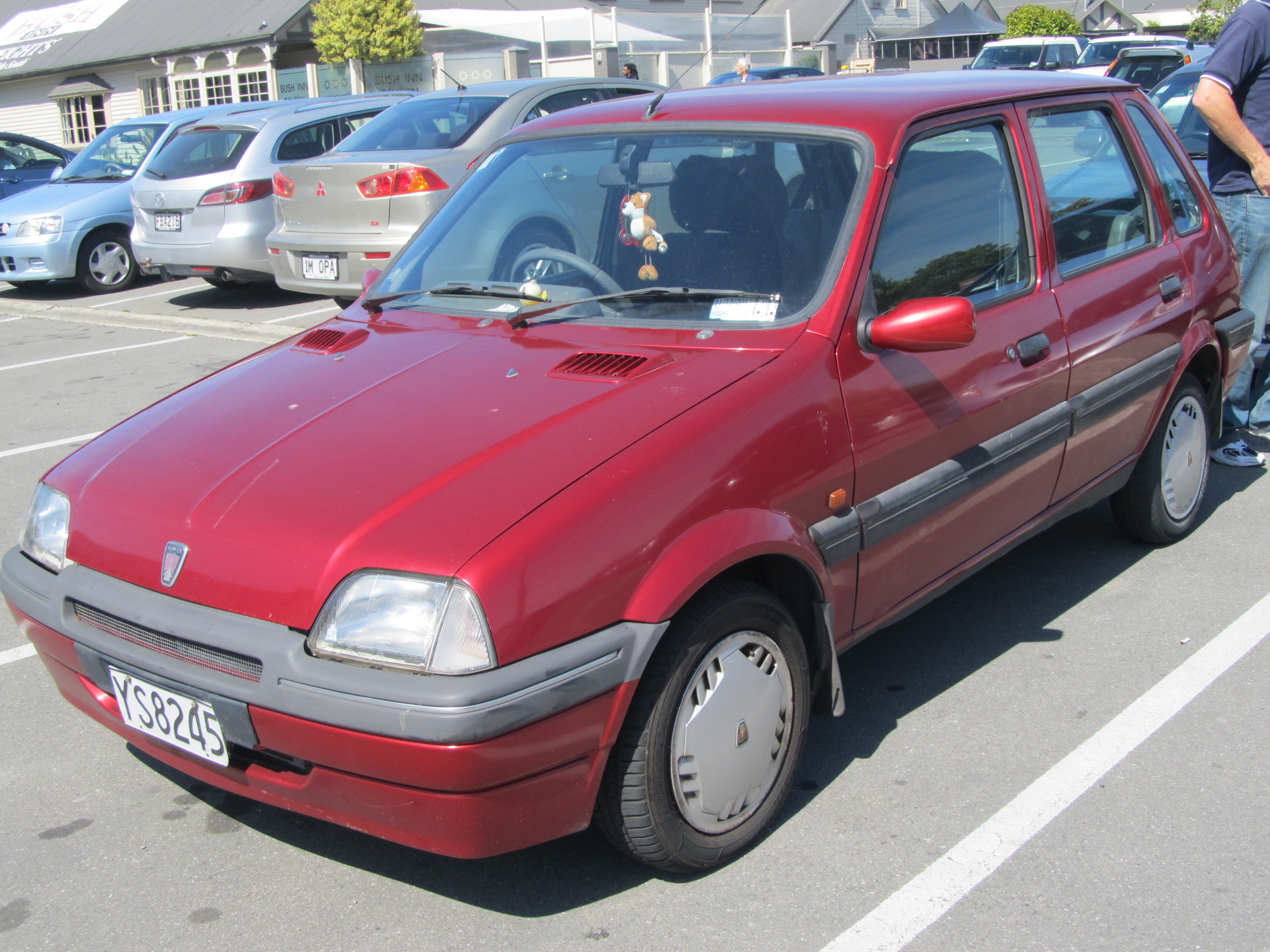
1994 Rover 114 GS

### Características técnicas de los B.M.C de propulsión trasera
- Transmisión Hotchkiss
- Suspensión delantera por barras de torsión, trasera por ballestas semielípticas y amortiguadores de palanca.

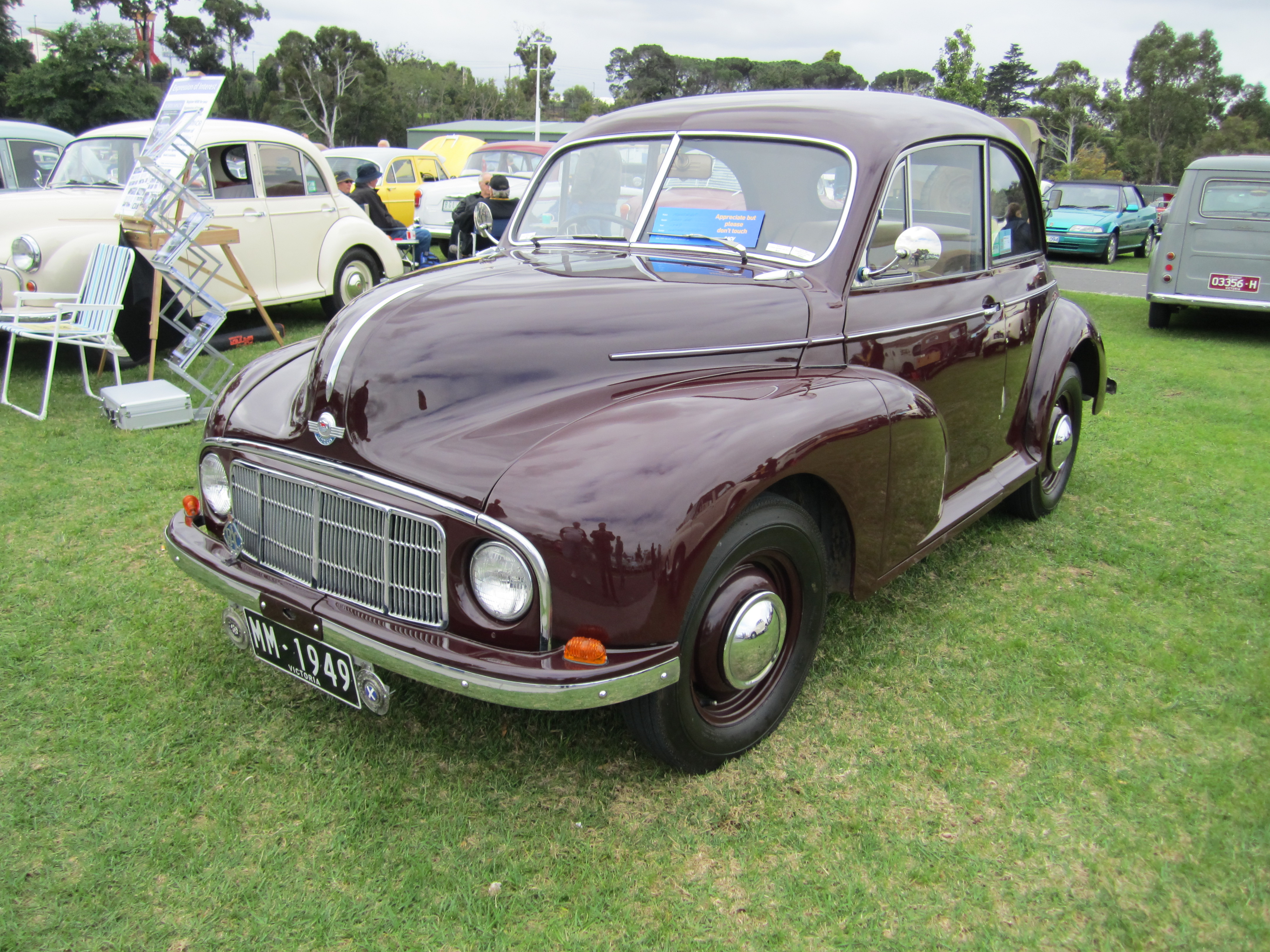
Morris Minor MM
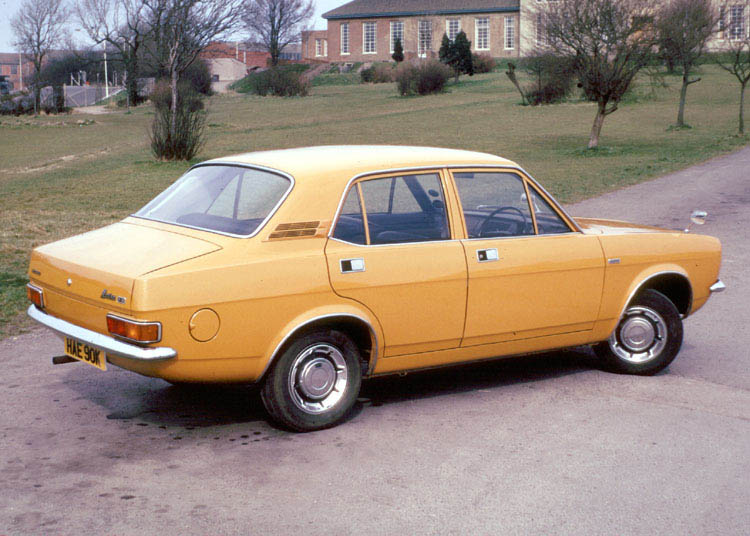
Morris Marina
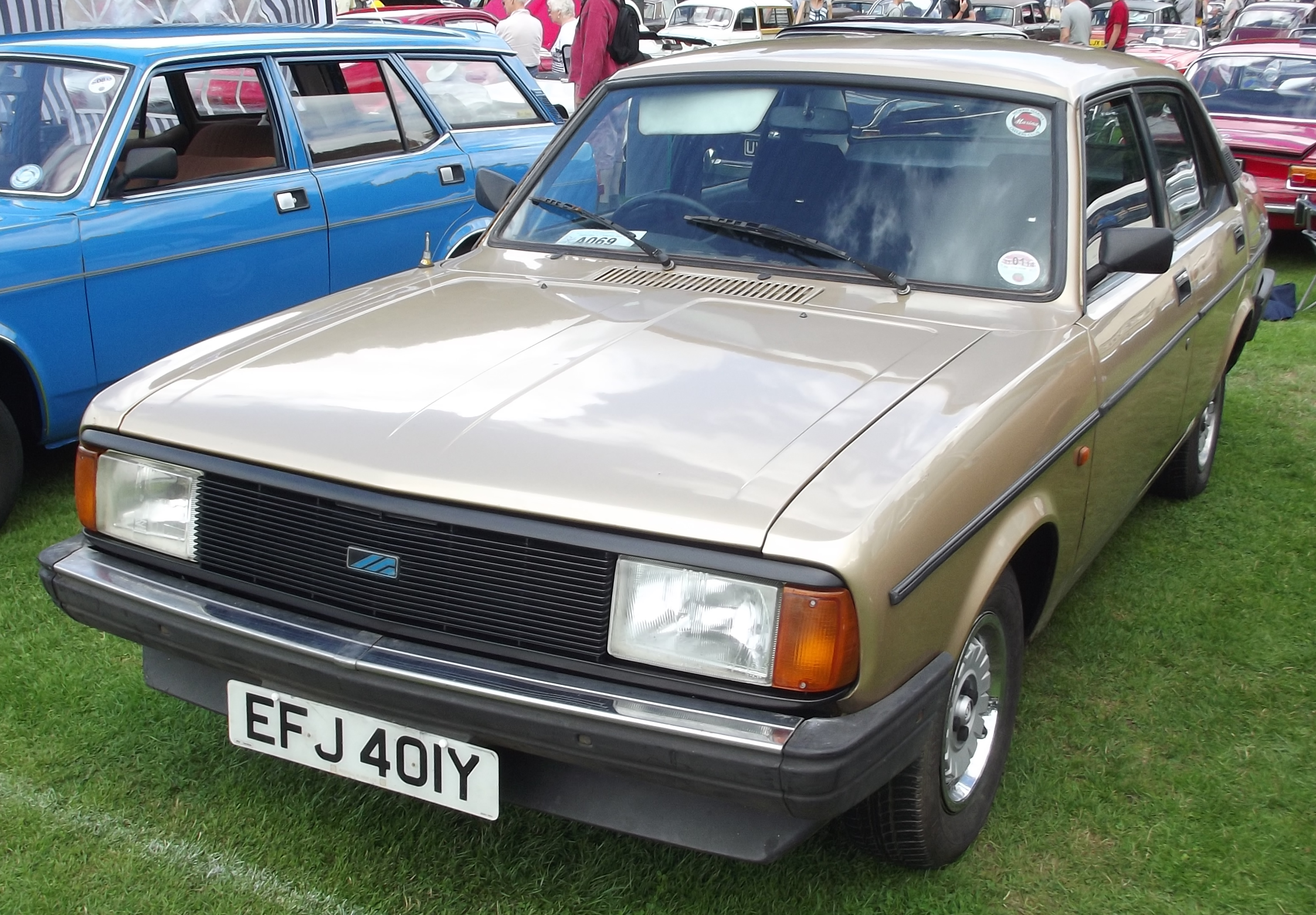
Morris Ital

- Un caso especial fue el Austin 3-Litre, (AD061), que utilizaba la célula central C-Cell del Austin 1800 ADO17 aunque a diferencia de este utilizaba un motor longitudinal con tracción a las ruedas traseras, con la suspensión posterior mediante brazos tirados con bloques hydrolastic y corrector de altura.

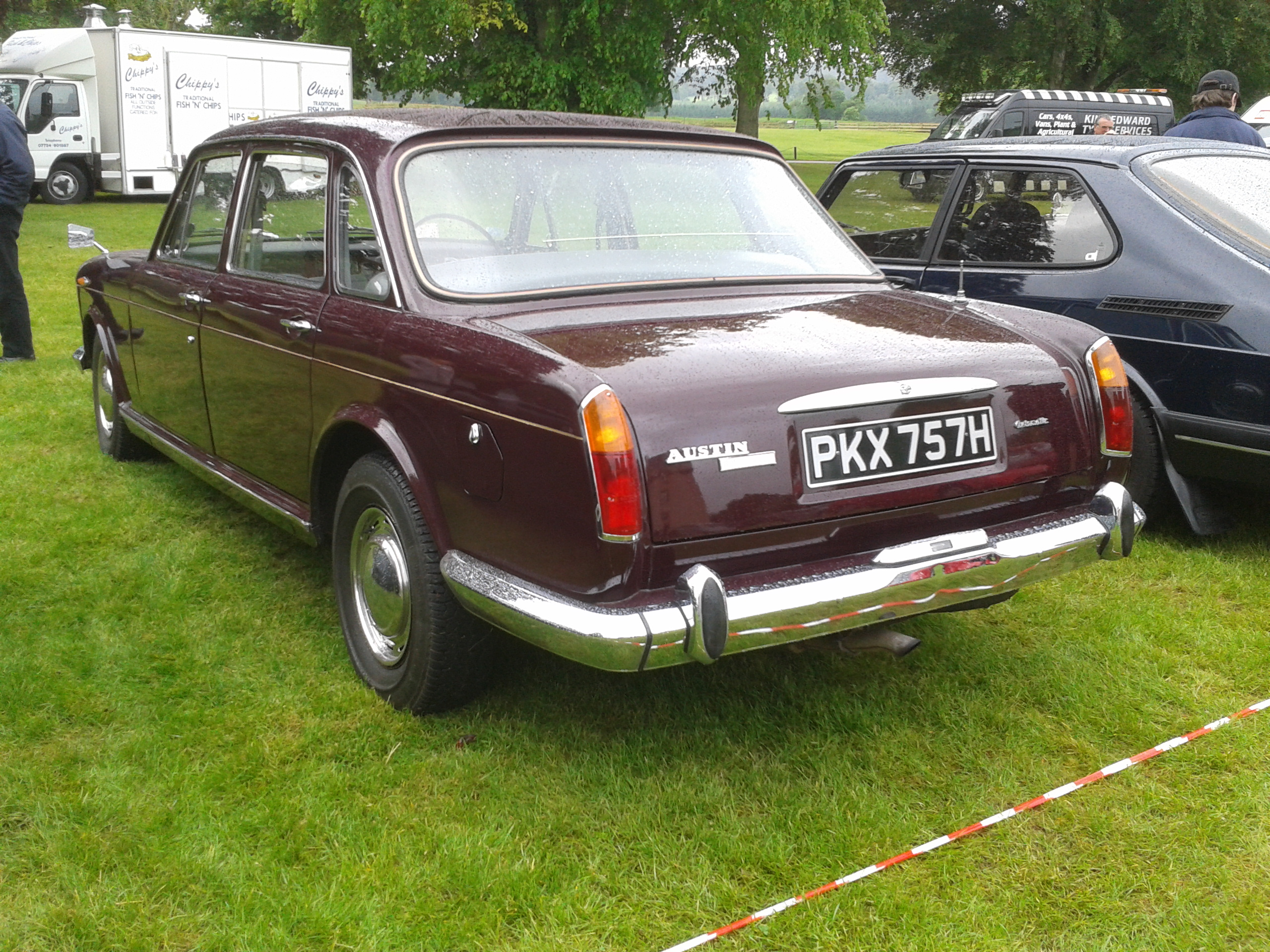
1970 Austin 3 litre ADO61
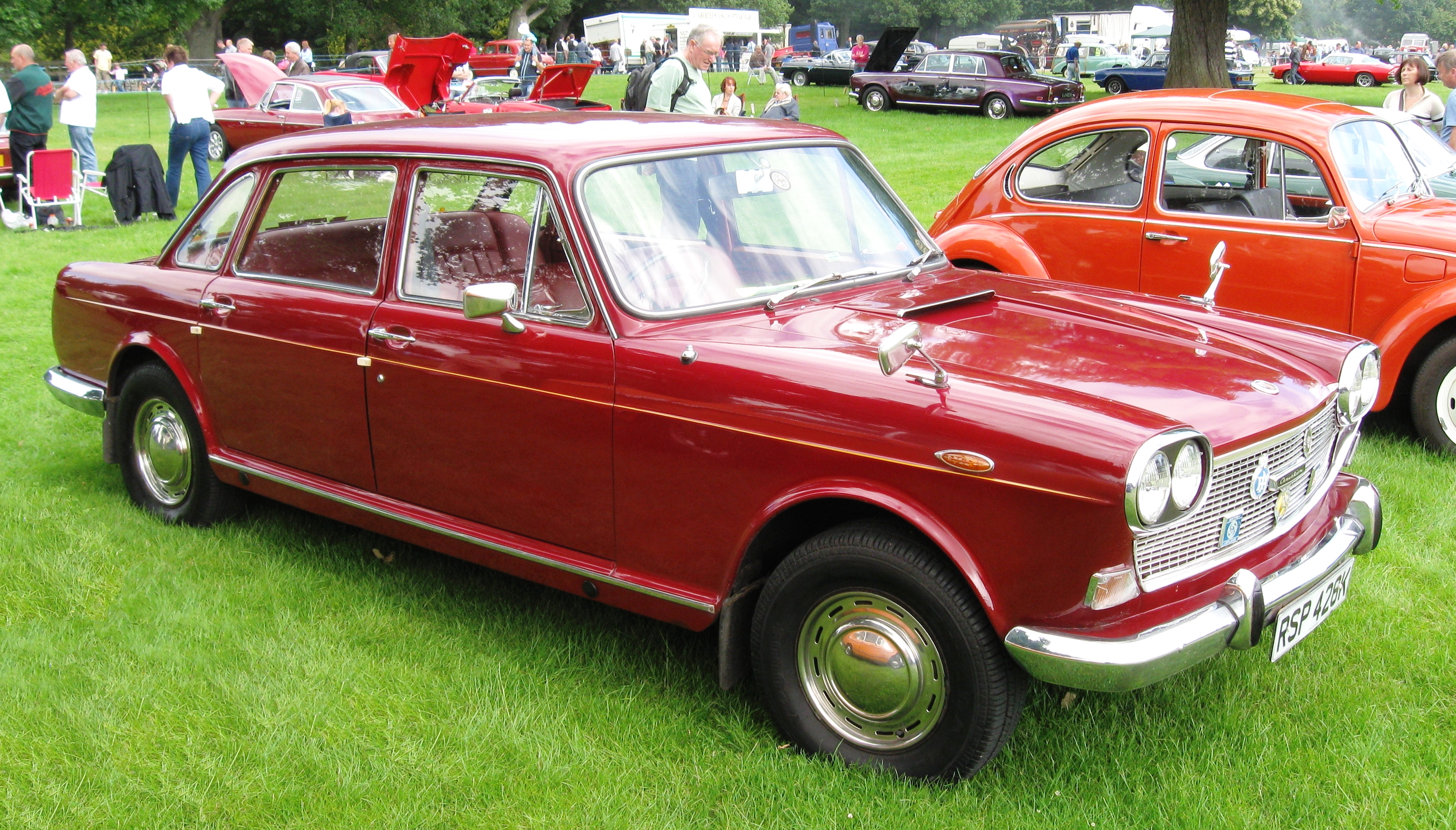
Austin 3-Litre ADO61

### Los otros B.M.C, modelos heredados
Los "tres Farina" fueron sustituidos por los ADO15, ADO16, 17 y por los ADO 61, mientras que el incombustible Morris Minor se mantuvo como alternativa al ADO16, y su derivado el Morris Marina como alternativa al ADO14.
Sin embargo otros modelos previos a la fusión de 1952 se mantuvieron en producción durante periodos de tiempo mayores o menores:  
- Austin

Austin A125 Sheerline 1947–54
Austin A135 Princess 1947–56
Austin A40 Sports 1950–53
Austin A70 Hereford 1950–54
Austin A30 1951–56
Austin A90 Atlantic 1949–52
Austin A40 Devon 1947–52
- Morris

Morris Minor 1948–71 (1972 in New Zealand)
Morris Oxford MO 1948–54
Morris Six MS 1948–53
- MG

MG TD 1949–53
MG Y-type 1947–53
- Riley

Riley RM series 1945–55
- Wolseley

Wolseley 4/50 1948–53
Wolseley 6/80 1948–54
Nuffield Oxford Taxi 1947–55

## Línea Temporal
| 1885                  | 1896                  | 1901                  | 1904                  | 1905                  | 1910                  | 1913                  | 1922                  | 1930                  | 1951                  | 1952                      | 1961                      | 1962                      | 1965                      | 1966                      | 1967                      | 1968                              | 1981                              | 1982               | 1985               | 1986             | 1987             | 1993             | 1999                            | 2000                            | 2005                                  | 2006                                  | 2010                                  | 2011                                  | Presente                              |
| --------------------- | --------------------- | --------------------- | --------------------- | --------------------- | --------------------- | --------------------- | --------------------- | --------------------- | --------------------- | ------------------------- | ------------------------- | ------------------------- | ------------------------- | ------------------------- | ------------------------- | --------------------------------- | --------------------------------- | ------------------ | ------------------ | ---------------- | ---------------- | ---------------- | ------------------------------- | ------------------------------- | ------------------------------------- | ------------------------------------- | ------------------------------------- | ------------------------------------- | ------------------------------------- |
| Triumph Motor Company | Triumph Motor Company | Triumph Motor Company | Triumph Motor Company | Triumph Motor Company | Triumph Motor Company | Triumph Motor Company | Triumph Motor Company | Triumph Motor Company | Triumph Motor Company | Triumph Motor Company     | Triumph Motor Company     | Leyland Motor Corporation | Leyland Motor Corporation | Leyland Motor Corporation | Leyland Motor Corporation | British Leyland Motor Corporation | British Leyland Motor Corporation | Austin Rover Group | Austin Rover Group | Rover Group plc  | Leyland DAF      | Leyland DAF      | LDV Group (Paccar)              | LDV Group (Paccar)              | Roewe - MG Motor - Maxus (SAIC Motor) | Roewe - MG Motor - Maxus (SAIC Motor) | Roewe - MG Motor - Maxus (SAIC Motor) | Roewe - MG Motor - Maxus (SAIC Motor) | Roewe - MG Motor - Maxus (SAIC Motor) |
|                       | Leyland Motor Ltd.    | Leyland Motor Ltd.    | Leyland Motor Ltd.    | Leyland Motor Ltd.    | Leyland Motor Ltd.    | Leyland Motor Ltd.    | Leyland Motor Ltd.    | Leyland Motor Ltd.    | Leyland Motor Ltd.    | Leyland Motor Ltd.        | Leyland Motor Ltd.        | Leyland Motor Corporation | Leyland Motor Corporation | Leyland Motor Corporation | Leyland Motor Corporation | British Leyland Motor Corporation | British Leyland Motor Corporation | Austin Rover Group | Austin Rover Group | Rover Group plc  | Rover Group plc  | Rover Group plc  | MG Rover Group                  | MG Rover Group                  | Roewe - MG Motor - Maxus (SAIC Motor) | Roewe - MG Motor - Maxus (SAIC Motor) | Roewe - MG Motor - Maxus (SAIC Motor) | Roewe - MG Motor - Maxus (SAIC Motor) | Roewe - MG Motor - Maxus (SAIC Motor) |
|                       |                       | Rover Company         |                       |                       |                       |                       |                       |                       |                       |                           |                           | Leyland Motor Corporation | Leyland Motor Corporation | Leyland Motor Corporation | Leyland Motor Corporation | British Leyland Motor Corporation | British Leyland Motor Corporation | Austin Rover Group | Austin Rover Group | Rover Group plc  | Rover Group plc  | Rover Group plc  | MG Rover Group                  | MG Rover Group                  | Roewe - MG Motor - Maxus (SAIC Motor) | Roewe - MG Motor - Maxus (SAIC Motor) | Roewe - MG Motor - Maxus (SAIC Motor) | Roewe - MG Motor - Maxus (SAIC Motor) | Roewe - MG Motor - Maxus (SAIC Motor) |
|                       | Riley Motors          | Riley Motors          | Riley Motors          | Riley Motors          | Riley Motors          | Riley Motors          | Riley Motors          | Riley Motors          | Riley Motors          | British Motor Corporation | British Motor Corporation | British Motor Corporation | British Motor Corporation | British Motor Holdings    | British Motor Holdings    | British Leyland Motor Corporation | British Leyland Motor Corporation | Austin Rover Group | Austin Rover Group | Rover Group plc  | Rover Group plc  | Rover Group plc  | MG Rover Group                  | MG Rover Group                  | Roewe - MG Motor - Maxus (SAIC Motor) | Roewe - MG Motor - Maxus (SAIC Motor) | Roewe - MG Motor - Maxus (SAIC Motor) | Roewe - MG Motor - Maxus (SAIC Motor) | Roewe - MG Motor - Maxus (SAIC Motor) |
|                       |                       | Wolseley Motors       |                       |                       |                       |                       |                       |                       |                       | British Motor Corporation | British Motor Corporation | British Motor Corporation | British Motor Corporation | British Motor Holdings    | British Motor Holdings    | British Leyland Motor Corporation | British Leyland Motor Corporation | Austin Rover Group | Austin Rover Group | Rover Group plc  | Rover Group plc  | Rover Group plc  | MG Rover Group                  | MG Rover Group                  | Roewe - MG Motor - Maxus (SAIC Motor) | Roewe - MG Motor - Maxus (SAIC Motor) | Roewe - MG Motor - Maxus (SAIC Motor) | Roewe - MG Motor - Maxus (SAIC Motor) | Roewe - MG Motor - Maxus (SAIC Motor) |
|                       |                       |                       | Austin Motor Company  |                       |                       |                       |                       |                       |                       | British Motor Corporation | British Motor Corporation | British Motor Corporation | British Motor Corporation | British Motor Holdings    | British Motor Holdings    | British Leyland Motor Corporation | British Leyland Motor Corporation | Austin Rover Group | Austin Rover Group | Rover Group plc  | Rover Group plc  | Rover Group plc  | MG Rover Group                  | MG Rover Group                  | Roewe - MG Motor - Maxus (SAIC Motor) | Roewe - MG Motor - Maxus (SAIC Motor) | Roewe - MG Motor - Maxus (SAIC Motor) | Roewe - MG Motor - Maxus (SAIC Motor) | Roewe - MG Motor - Maxus (SAIC Motor) |
|                       |                       |                       |                       | Morris Motors         | Morris Motors         | Morris Motors         | Morris Motors         | Morris Motors         | Morris Motors         | British Motor Corporation | British Motor Corporation | British Motor Corporation | British Motor Corporation | British Motor Holdings    | British Motor Holdings    | British Leyland Motor Corporation | British Leyland Motor Corporation | Austin Rover Group | Austin Rover Group | Rover Group plc  | Rover Group plc  | Rover Group plc  | MINI (BMW)                      | MINI (BMW)                      | MINI (BMW)                            | MINI (BMW)                            | MINI (BMW)                            | MINI (BMW)                            | MINI (BMW)                            |
|                       |                       |                       |                       |                       |                       |                       |                       | MG Cars               | MG Cars               | British Motor Corporation | British Motor Corporation | British Motor Corporation | British Motor Corporation | British Motor Holdings    | British Motor Holdings    | British Leyland Motor Corporation | British Leyland Motor Corporation | Austin Rover Group | Austin Rover Group | Rover Group plc  | Rover Group plc  | Rover Group plc  | Premier Automotive Group (Ford) | Premier Automotive Group (Ford) | Premier Automotive Group (Ford)       | Premier Automotive Group (Ford)       | Jaguar Land Rover (Tata Motors)       | Jaguar Land Rover (Tata Motors)       | Jaguar Land Rover (Tata Motors)       |
|                       |                       |                       |                       |                       | Jaguar Cars Ltd.      | Jaguar Cars Ltd.      | Jaguar Cars Ltd.      | Jaguar Cars Ltd.      | Jaguar Cars Ltd.      | Jaguar Cars Ltd.          | Jaguar Cars Ltd.          | Jaguar Cars Ltd.          | Jaguar Cars Ltd.          | British Motor Holdings    | British Motor Holdings    | British Leyland Motor Corporation | British Leyland Motor Corporation | Jaguar Cars Ltd.   | Jaguar Cars Ltd.   | Jaguar Cars Ltd. | Jaguar Cars Ltd. | Jaguar Cars Ltd. | Premier Automotive Group (Ford) | Premier Automotive Group (Ford) | Premier Automotive Group (Ford)       | Premier Automotive Group (Ford)       | Jaguar Land Rover (Tata Motors)       | Jaguar Land Rover (Tata Motors)       | Jaguar Land Rover (Tata Motors)       |
|                       |                       |                       |                       |                       | Aston Martin          | Aston Martin          | Aston Martin          | Aston Martin          | Aston Martin          | Aston Martin              | Aston Martin              | Aston Martin              | Aston Martin              | Aston Martin              | Aston Martin              | Aston Martin                      | Aston Martin                      | Aston Martin       | Aston Martin       | Aston Martin     | Aston Martin     | Aston Martin     | Premier Automotive Group (Ford) | Premier Automotive Group (Ford) | Premier Automotive Group (Ford)       | Premier Automotive Group (Ford)       | Aston Martin plc                      | Aston Martin plc                      | Aston Martin plc                      |